# Aigueblanche
Aigueblanche est une ancienne commune française située dans le centre-est de la France, dans le département de la Savoie, en région Auvergne-Rhône-Alpes.
Le 9 février 1971, elle regroupe trois anciennes communes : Bellecombe, Grand-Cœur et Villargerel. Au 1er janvier 2019, elle forme la commune nouvelle de Grand-Aigueblanche aux côtés du Bois et de Saint-Oyen.

## Géographie
La ville est située à 472 m d'altitude au niveau de la mairie, avec un point culminant situé à 2 296 m au sommet du Quermoz. Implantée au cœur des « Jardins de la Tarentaise » et au pied des 3 vallées, Aigueblanche est traversée par l'Isère.
Elle est desservie par la RN 90 qui emprunte le tunnel de Ponserand situé sur la commune.

### Situation
La commune est limitrophe de  La Léchère au nord et nord-ouest, l'entrée amont de la station thermale étant sur le territoire d'Aigueblanche ;  de Hautecour au nord-est et à l'est, de l'autre côté de la forêt de Villargerel et le col du Pradier ; de Moûtiers au sud-est, séparée par le rocher du Siboulet et le débouché des gorges de Ponserand ; de Le Bois au sud, la rive gauche de l'Isère et le Nant Noir marquant la frontière ; des Avanchers-Valmorel au sud-ouest, jusqu'aux sources du ruisseau du Merderel et enfin de Saint-Oyen à l'ouest.
| La Léchère         | La Léchère   | Hautecour |
| Saint-Oyen         | Aigueblanche | Hautecour |
| Avanchers-Valmorel | Le Bois      | Moûtiers  |

### Hydrographie

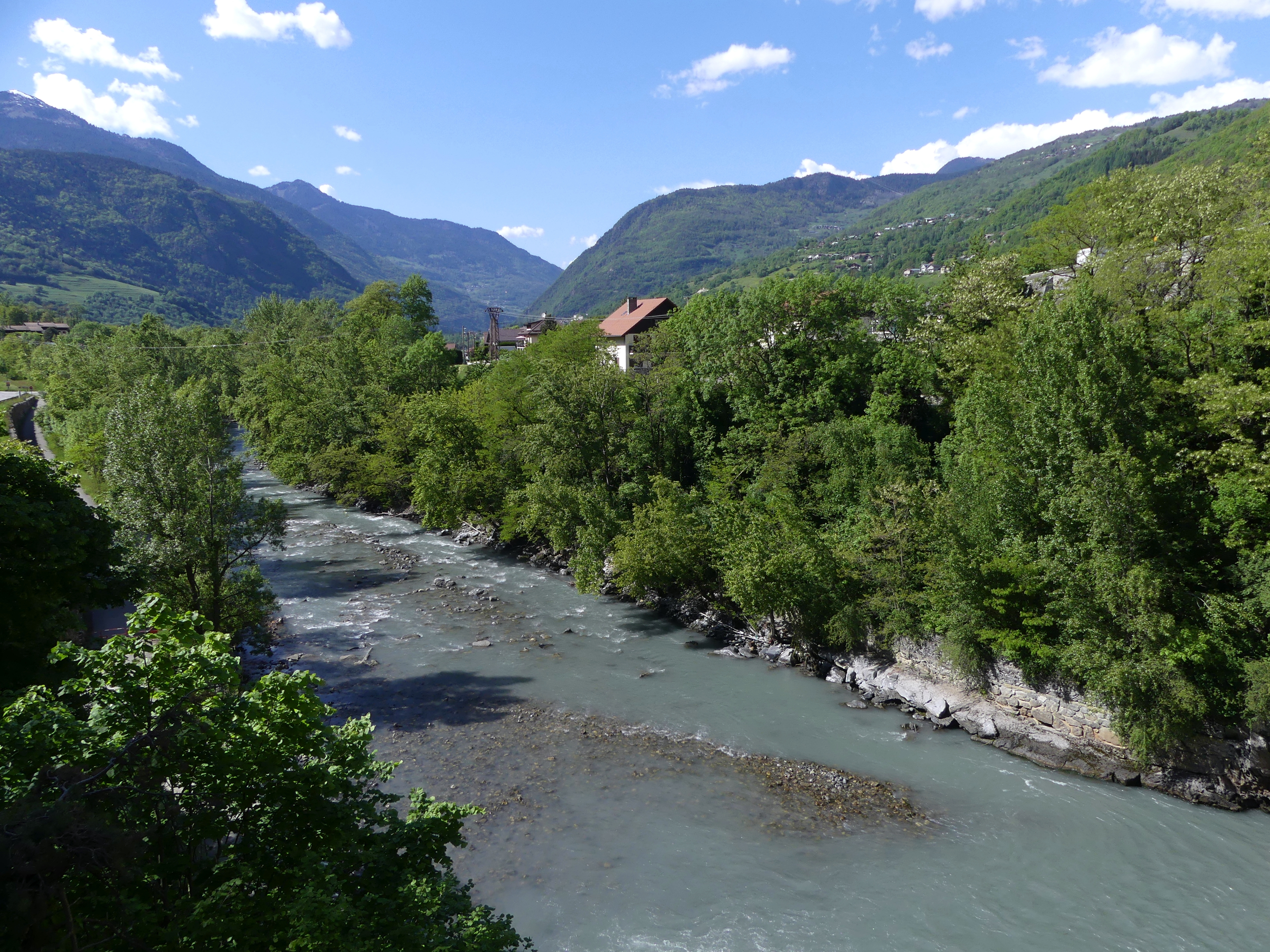
L'Isère à Aigueblanche.

Le territoire communal d'Aigueblanche est principalement situé au pied d'un bassin versant de 1 582 km2 au fond duquel coule l'Isère.

#### Le Morel
Le torrent du Morel est un affluent de l’Isère, en basse Tarentaise. Il a accédé à la notoriété depuis qu’il a été choisi comme éponyme par la station de Valmorel sur la commune des Avanchers, rebaptisée par la même occasion Les Avanchers-Valmorel.

##### Données naturelles
Cette valorisation apparaît comme d’autant plus paradoxale que ce même torrent avait acquis à la fin du XIXe siècle une réputation détestable du fait même des excès de son régime. Son bassin-versant de 35 km2 s’étire selon une direction grossièrement sud-ouest/nord-est entre sa source vers 2200 mètres, au pied du Cheval Noir, et sa confluence avec l’Isère à 440 mètres. Sa dangerosité tient d’abord aux variations de son débit : évalué en moyenne à 250 litres par seconde il a pu atteindre en crue jusqu’à 180 m3/s, soit une variation de 720 fois ! Son pouvoir érosif est considérablement aggravé par les conditions géologiques car son lit est taillé dans les schistes du Lias dont le pendage proche de la verticale favorise le délitement. Enfin, sa pente moyenne de 11,4 % est fortement accentuée dans le chenal d’écoulement entre l’auge glaciaire suspendue de son bassin d’alimentation et son cône de déjection sur la commune de Bellecombe.

##### Menaces
Jusqu’à la fin du XIXe siècle, les menaces les plus graves pesaient sur la commune de Doucy, en rive gauche : dans les pentes sous le chef-lieu, au droit du chenal d’écoulement, s’étaient ouvertes des tanières selon la terminologie locale, vastes crevasses profondes, dans les cas extrêmes, de 60 m avec un écartement des lèvres de 50 mètres et sur une longueur de 100 à 150 m ! A en juger par les lézardes des murs des maisons du chef-lieu, son existence même était menacée. La situation était tout aussi alarmante sur le cône de déjection : les débordements du torrent en crue menaçaient le chef-lieu de la commune de Bellecombe, pourtant établi sur une des génératrices les plus latérales ; son terroir cultivé étant transformé en glières et les voies de communication coupées. À terme, à la confluence de l’Isère, devant la progression du cône, on pouvait craindre un travail de sape sur la route nationale RN90 et la voie ferrée, artères vitales pour toute la Tarentaise.

##### La lutte contre le torrent
Face à ce danger séculaire, les remèdes apportées sous le régime sarde ont été peu opérants. Ils ont consisté à encourager le reboisement dans les parties à l’amont du bassin versant victimes de défrichements et à tenter d’endiguer le lit sur le cône de déjection.  Il n’a été pris conscience de la gravité de la situation, ici comme sur l’ensemble du territoire national, qu’après l’annexion de la Savoie à la France en 1860. Une étape capitale a été franchie avec l’adoption de la loi de 1882 portant restauration des terrains en montagne. Furent à la fois levés les obstacles juridiques et financiers. D’une part, la puissance publique se portait acquéreur des terrains déclarés d’utilité publique sur lesquels se justifiait une intervention ; d’autre part, le financement incombait exclusivement à la nation. Or il s’agissait de sommes considérables, vu l’ampleur des travaux à entreprendre.  
Afin de parer au danger maximum pesant sur le village de Doucy, il fut décidé de créer une dérivation dans la partie la plus déclive du chenal d’écoulement.  Cette dérivation, compte tenu de la topographie, n’était possible que par le percement d’un tunnel en rive droite du torrent, à l’opposé du versant doucerain. Long de près d’un kilomètre (978 m), il fut foré de 1902 à 1906 entre les cotes 749 au barrage de dérivation et 640 au point de sortie. La pente étant de plus de 11 % à l’intérieur de l’ouvrage, la puissance érosive du courant a dû être brisée par une succession de paliers de 20 mètres de long à faible pente (1 %) et de marches d’escalier de 2 m de haut, le tout solidement maçonné en moellons de pierre cimentés. L’approche logistique avait nécessité la création d’une voie ferrée pour wagonnets decauville de 3,5 km de long afin d’amener les matériaux nécessaires à la construction depuis la gare d’Aigueblanche en fond de vallée. Au total, le seul tunnel s’est inscrit pour 78 % de la dépense totale.
À la sortie du tunnel, les eaux faisant retour au lit naturel par une haute cascade, il restait à sécuriser les terrains sur le cône de déjection entre les cotes 550 et 440 à la confluence. De 1906 et 1909 le cours du torrent a été entièrement endigué. Aux cinq seuils aménagés en même temps que le tunnel à l’aval de la cascade ont été ajoutées trente-sept cascatelles sur 950 mètres. On aura rarement observé une telle métamorphose du paysage, avec une urbanisation pavillonnaire aérée, une base de loisirs avec piscine (très grande nouveauté dans toute la Tarentaise !). La promenade sur la digue jusqu’à la cascade dans une ambiance forestière profite aussi aux estivants de la proche station thermale de la Léchère pour laquelle s’est élargie l’offre locative. 

#### Aménagements EDF

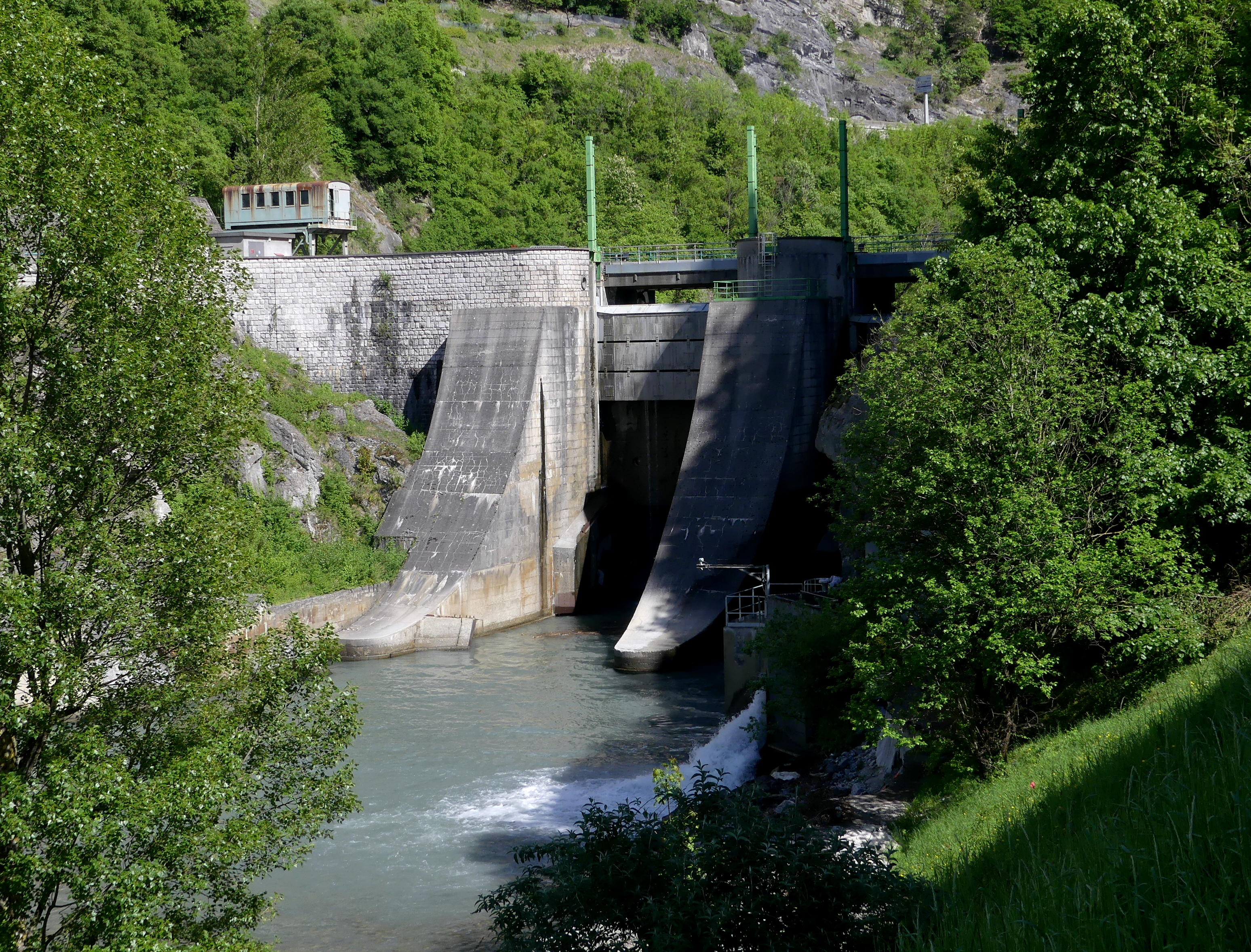
Barrage d'Aigueblanche.

Sur le cours de l'Isère se trouve un barrage hydroélectrique construit en 1954. Le barrage des Échelles d’Hannibal d'une capacité de 400 000 m3 permet de dévier une partie des eaux de l'Isère vers la centrale souterraine de Randens en Maurienne. Une galerie longue de 12 km sous le massif du Grand Arc (une portion de l’aqueduc souterrain est visible à Bellecombe) permet d'obtenir 500 GWh.
Pour compléter ce dispositif, la retenue de La Coche est achevée en 1972 pour alimenter la centrale de La Coche. D'une capacité de 2,1 millions de m3, elle a été le site d'expérimentation des stations de transfert d'énergie par pompage.
D'autres cours d'eau affluents de l'Isère parcourent la commune, venant ainsi alimenter les sources et captages d'eau potable. Versant gauche : le ruisseau de Merderel, le Nant Noir et versant droit, le ruisseau de Villargerel.

### Climat
Le climat d'Aigueblanche, au cœur du massif alpin, est de type montagnard. La station Météo-France de Bourg-Saint-Maurice a enregistré en juillet 1986 un record de température maximale à 38,4 °C et minimale de −21,3 °C en janvier 1985.
| Mois                              | jan. | fév. | mars | avril | mai | juin | jui. | août | sep. | oct. | nov. | déc. | année |
| --------------------------------- | ---- | ---- | ---- | ----- | --- | ---- | ---- | ---- | ---- | ---- | ---- | ---- | ----- |
| Température minimale moyenne (°C) | −3,8 | −3,1 | −0,3 | 2,7   | 6,8 | 9,5  | 11,8 | 11,6 | 8,6  | 4,7  | −0,2 | −2,6 | 3,9   |
| Température maximale moyenne (°C) | 4,9  | 7,1  | 11   | 13,9  | 19  | 22,1 | 25,5 | 25,2 | 21,1 | 15,7 | 8,9  | 5,5  | 15    |
| Ensoleillement (h)                | 115  | 127  | 172  | 165   | 208 | 207  | 245  | 236  | 176  | 128  | 90   | 89   | 1 957 |
| Précipitations (mm)               | 97   | 97   | 73   | 58    | 75  | 82   | 72   | 68   | 72   | 90   | 95   | 107  | 985,2 |

| Ville               | Ensoleillement · (h/an) | Pluie · (mm/an) | Neige · (j/an) | Orage · (j/an) | Brouillard · (j/an) |
| ------------------- | ----------------------- | --------------- | -------------- | -------------- | ------------------- |
| Médiane nationale   | 1 852                   | 835             | 16             | 25             | 50                  |
| Bourg-Saint-Maurice | 1957                    | 985.2           | 55             | 28             | 15                  |
| Paris               | 1 717                   | 634             | 13             | 20             | 26                  |
| Nice                | 2 760                   | 791             | 1              | 28             | 2                   |
| Strasbourg          | 1 747                   | 636             | 26             | 28             | 69                  |
| Brest               | 1 555                   | 1 230           | 6              | 12             | 78                  |
| Bordeaux            | 2 070                   | 987             | 3              | 32             | 78                  |

## Toponymie

### Aigueblanche
Aigueblanche est mentionnée pour la première fois sous la forme Aqua alba au XIe siècle, qui dérive en Aqueblanche au cours du siècle suivant, puis Aquablanca en 1260,,. Pendant l'occupation du duché de Savoie par les troupes révolutionnaires françaises, on trouve l'usage de la forme Blanches-Eaux, bien que Aigueblanche soit utilisée en 1793 puis Aigue-Blanche en 1801 avant de retrouver sa forme originelle.

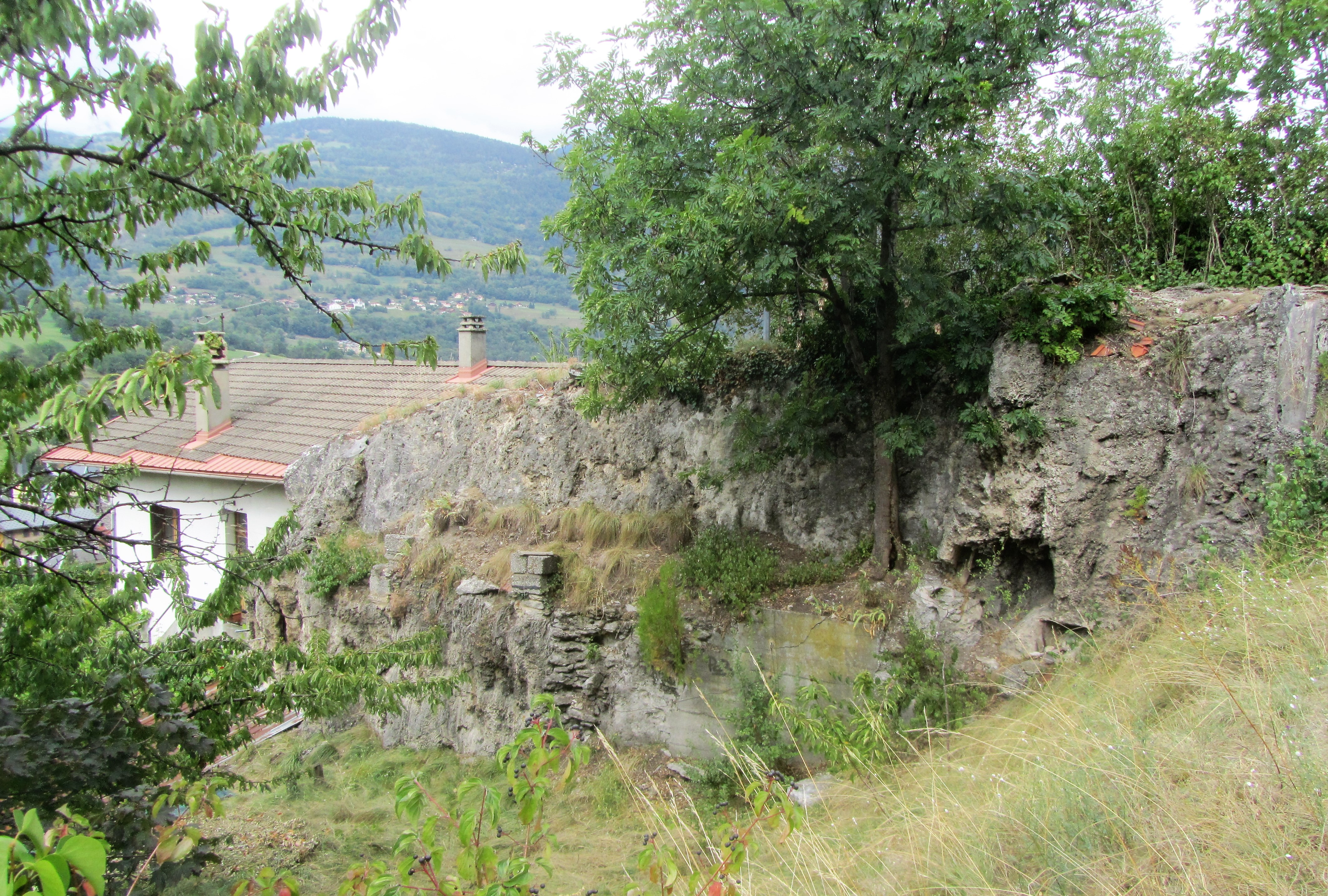
Mur de tuf à l'amont d'un ancien moulin.

Aigueblanche est un toponyme composé du préfixe aigue-, qui en vieux français désigne l'« eau », et de blanche, correspondant à la couleur blanche ou claire,,. La commune est donc le lieu de l'eau blanche,. Le toponyme provient du torrent qui traverse le territoire de la commune,, et qui dépose du tuf blanchâtre  très calcaire.
En francoprovençal, le nom de la commune s'écrit Èguablantse, selon la graphie de Conflans.

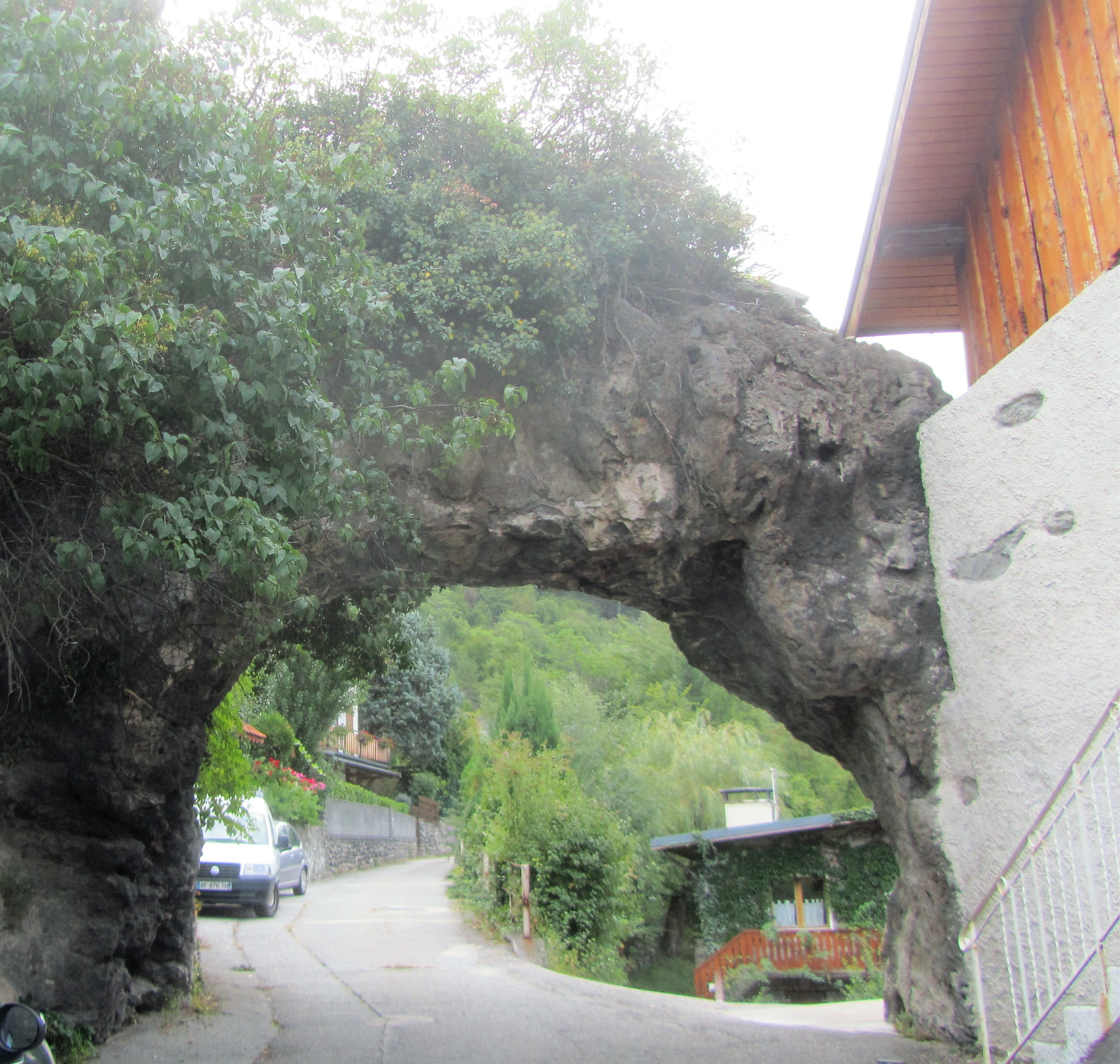
Arche percée dans le tuf à l'amont d'un ancien moulin.

### Bellecombe

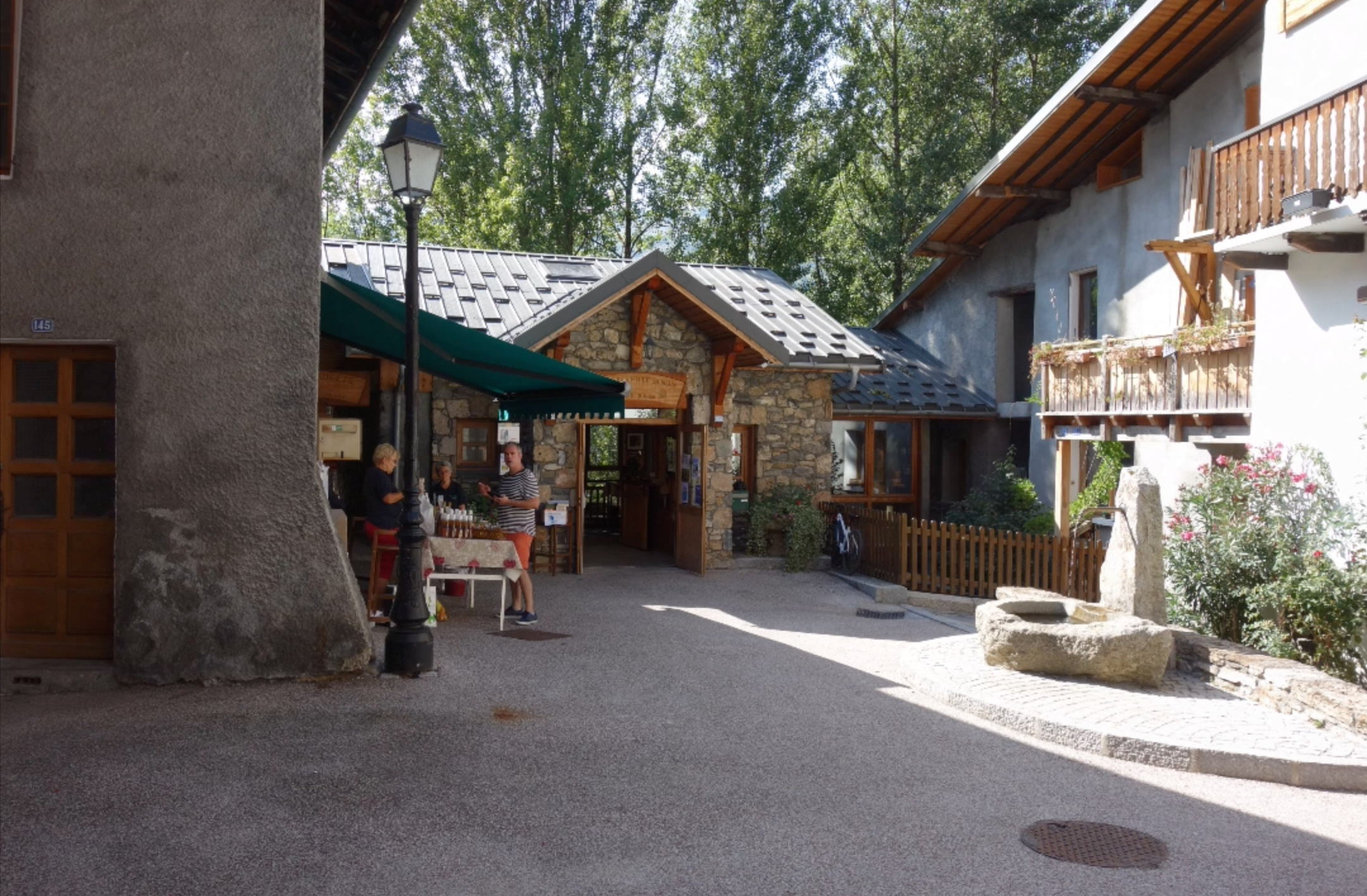
Accueil au musée du moulin.
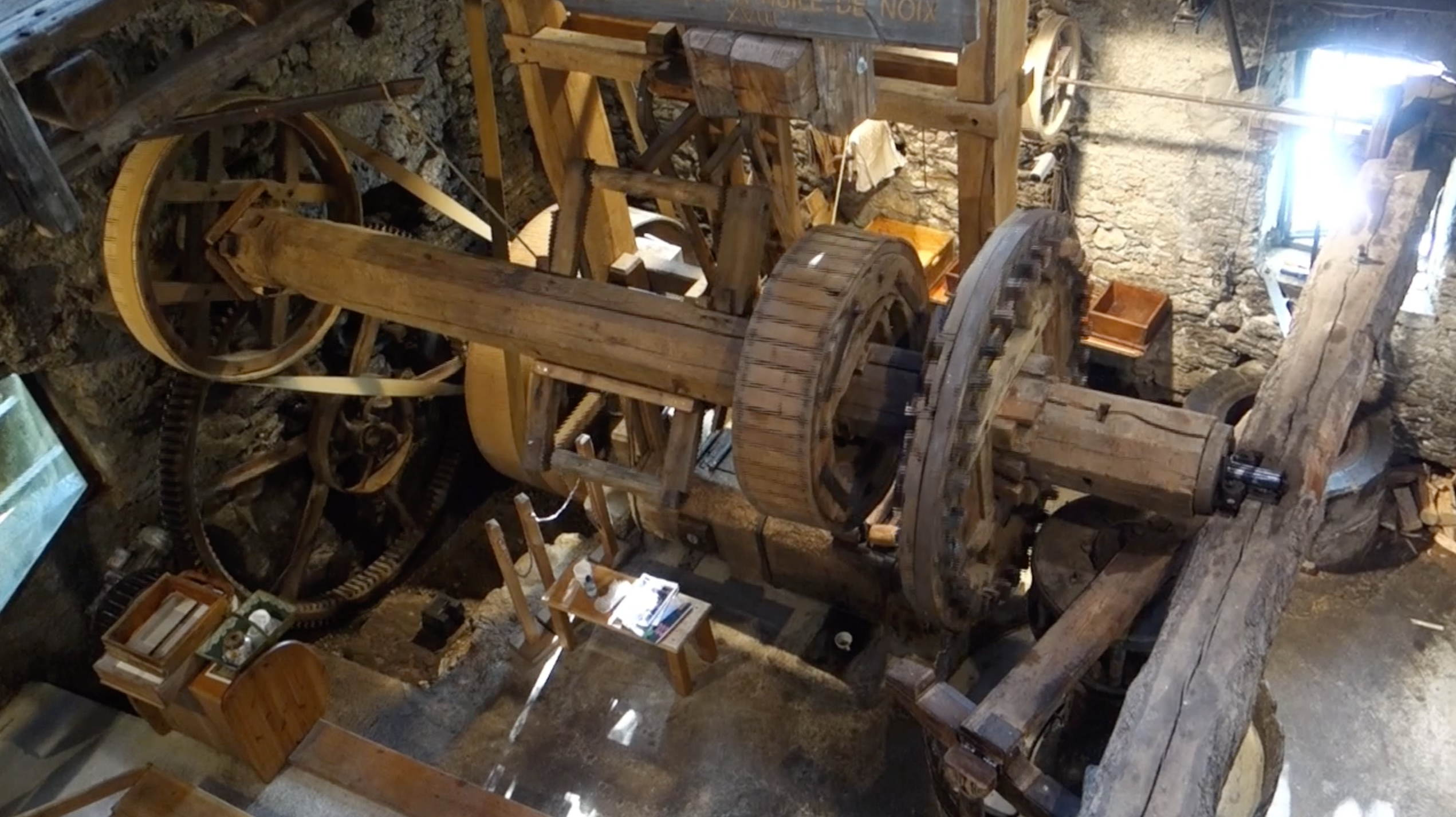
Mécanisme du moulin.
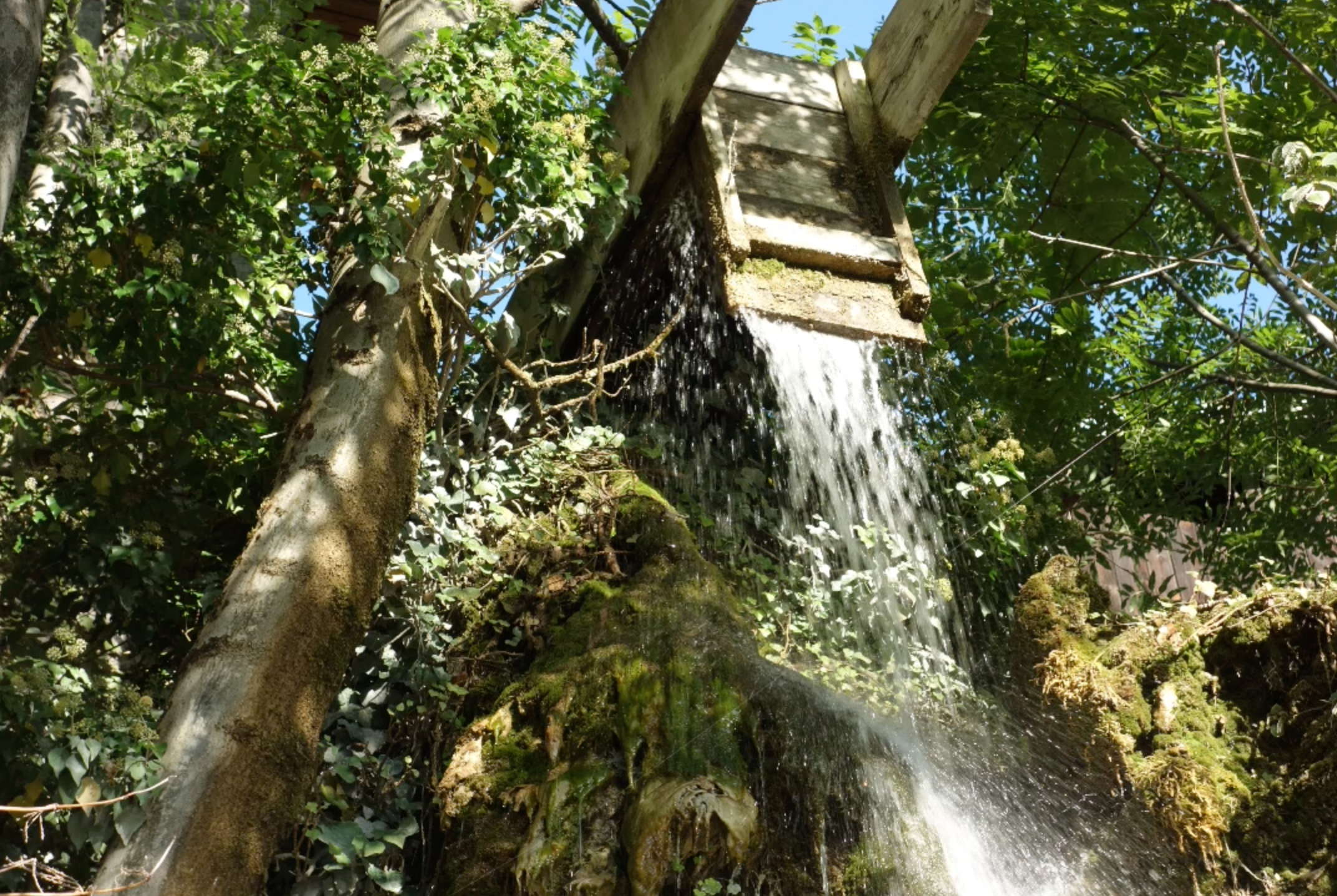
Retour à l'Isère.
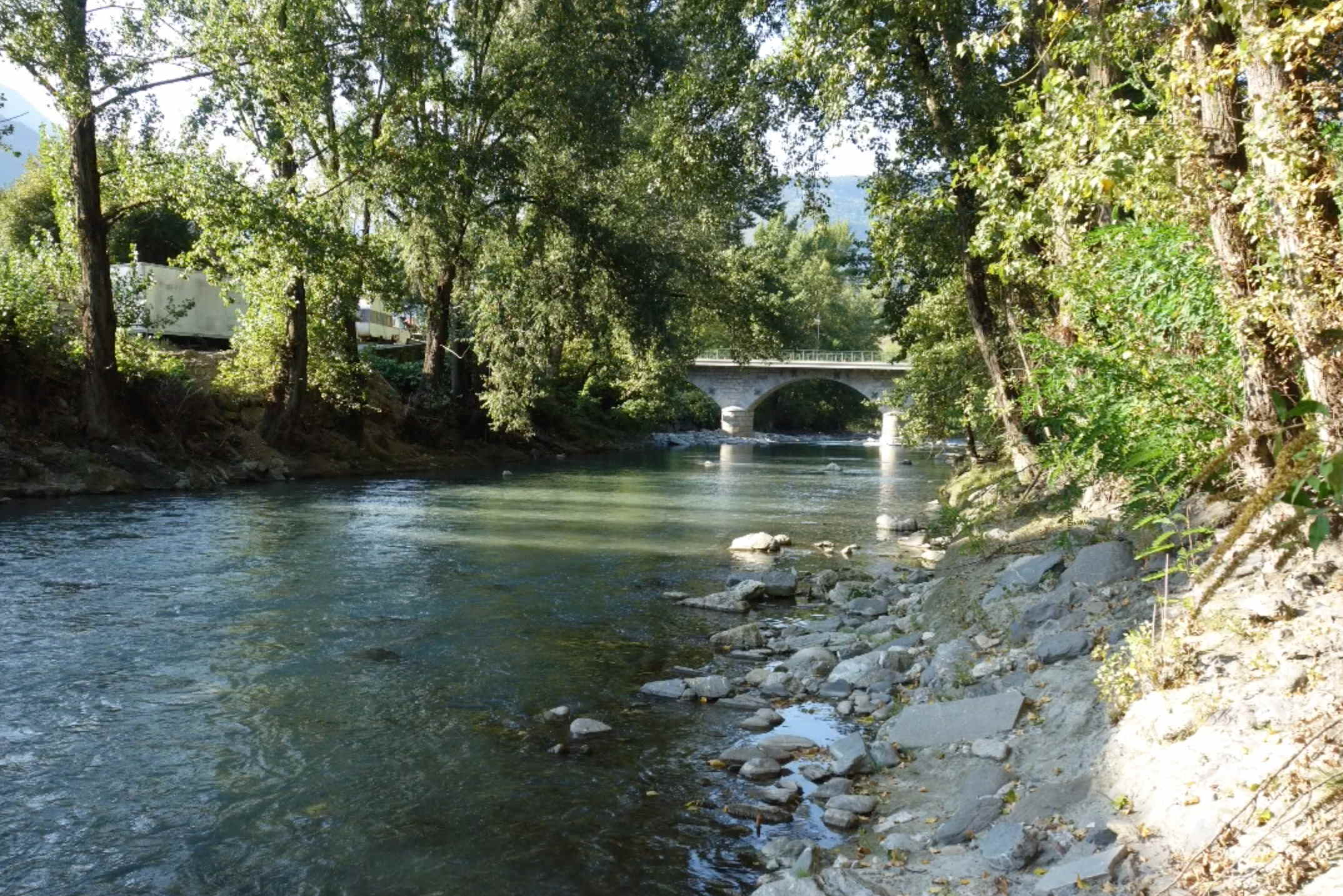
Le pont à l'aval du moulin.

La première mention de la paroisse, selon l'abbé Joseph-Antoine Besson, date de 1139 avec un Anselmus Bellecombe, puis dans la décennie suivante un Anselmus de Bellacumba,. Entre la fin du XIIe siècle et le XIVe siècle, le nom de l'église passe de Bellacomba à la forme Bellecombe,. Afin de la distinguer des autres communes, elle est parfois désignée sous la forme « Bellecombe-en-Tarentaise ».
Le toponyme est composé de « belle » et de « combe »,, désignant une belle vallée.

### Grand-Cœur
Grand-Cœur et Petit-Cœur portent le nom de Saint-Eusèbe, puis Saint-Eusèbe-de-Cœur. La première mention de la paroisse remonte vers 1170 avec Ecclesia de Cors,. Durant les trois siècles suivants, c'est la forme Cors qui est utilisée. Au XVe siècle, on trouve la forme Ecclesia grandis curie,.
Le toponyme dérive de Cors, une forme romane de curtis ou cortis, qui désigne l'« enclos, [la] cour d'une ferme, [la] basse-cour ». Le site d'Henry Suter avance peut être une dérivation de curia (cour).

### Villargerel
La paroisse de Villargerel est mentionnée pour la première fois en 1170 sous la forme Villargerardi. On trouve au XIVe siècle Villari Girelli et au XVe siècle Villarium Gerelli, enfin Villagerel en 1577, puis Vilargerel en 1731.
Villargerel est un toponyme composé de villa, le domaine, et de Gerel provient d'un nom d'homme, diminutif de Gérard.

## Histoire

### Situation
Aigueblanche tire son nom d’un ruisseau affluent de l’Isère, sur sa rive droite. Sa source était une exsurgence, au pied de la roche de la Biettaz, vers 520 m d’altitude. La confluence se situait peu en amont de l’unique pont du village vers 430 mètres d’altitude. Son débit était particulièrement abondant au printemps et, du fait de la forte pente, le flot s’écoulait avec force et un grand jaillissement d’écume d’une blancheur éclatante.
Son cours avait été équipé au Moyen Âge d’une succession ininterrompue de biefs et de chutes pour l’alimentation de moulins dont le nom se perpétue dans le hameau proche de la source. Au lendemain de la Seconde Guerre mondiale étaient encore en activité un moulin à farine et une scierie dans laquelle on broyait aussi les noix chaque automne.
Ce ruisseau a aujourd’hui disparu. Dans un premier temps, les tirs de mine pour les travaux EDF proches  ont provoqué l’enfouissement de son cours. Depuis les travaux de construction de la voie rapide vers les stations de haute Tarentaise à la veille des JO d’Albertville (1992) le paysage lui-même a été totalement bouleversé. Le ruisseau a été capté à sa source et a été remplacé par une discrète canalisation enterrée. Seul témoignage de son ancien tracé : les buttes calcaires à l’amont des chutes car l’eau était très chargée en calcite qui s’est déposée sous forme de tuf (voir  toponymie).

### Préhistoire et Antiquité
Des sépultures néolithiques, attestant une présence ancienne dans le bassin d’Aigueblanche, ont été mises au jour lors de travaux de réparation des dégâts provoqués par les crues du Morel entre 1859 et 1875.
Ligures puis Ceutrons peuplent la vallée de la Tarentaise jusqu’à la victoire romaine (15 av. J.-C). Les Romains créèrent alors une voie de circulation pour leurs communications avec le reste de la Gaule. L’Alpis Graia, voie créée par les ingénieurs d’Agrippa sur la rive gauche de l’Isère que l’on suit de l’Etrat à Bellecombe au défilé de Ponserand où elle passe à 16 m au-dessus de la rivière taillée dans le roc sur 23 m.
Les premiers colons romains, souvent d’anciens légionnaires, s’installent sur plusieurs domaines agricoles (villae) pour entretenir cette voie. Ces colons laisseront leurs noms dans la toponymie des villages : Villoudry (Udrium), Villargerel (Gerellus), Villarbérenger (Bérenger), Doucy (Duciatus), Pussy (Pussiatus).
Aqua Bianca développe alors l’exploitation de la pierre et du tuf blanc. Un four à brique et à tuile est établi à Bella Comba (Bellecombe) mis au jour en 1875 par Balthazard Tatoud.
Ses coteaux bien exposés servent à la culture de la vigne et du fameux blé de printemps (cité par Pline l'Ancien dans son ouvrage « L'Histoire naturelle » Naturalis historia).
Deux patères servant aux libations y furent trouvées ; elles sont exposées aujourd’hui au Musée gallo-romain de Saint-Germain-en-Laye.

### Le Moyen Âge
La fin du Ve siècle et le début du VIe siècle marque la fin des influences romaines et l’établissement du royaume burgonde en Sapaudia (la future Savoie). Commence alors l’évangélisation de la vallée avec la présence d’un premier évêque à Darentasia (Moûtiers) vers 450.
Au Moyen Âge on relève l'existence d'une motte castrale.
Au Xe siècle Richard Curt, ancêtre de la famille des Briançon possède une résidence pacifique à Aque Clare (Aigueblanche) rive droite de l’Isère, là où le village s’est peu à peu développé, communiquant avec la voie romaine par un pont de bois (Pont du Bourgeaillet).
Mais le contrôle de l’accès à Moûtiers par le nord oblige Aigueblanche à se fortifier. Une maison forte est construite et le village de maisons en tuf qui a remplacé les vieilles cabanes en bois se retranche derrière de robustes remparts dont quelques vestiges sont encore visibles aujourd’hui.
Au début de XIIIe siècle, Gérard († 1260), cadet de la famille des Briançon reçoit le fief d’Aigueblanche et le titre de vicomte de Tarentaise (appartenant précédemment aux Briançon). Il se met au service du comte de Savoie Thomas Ier, dont la famille contrôle la province depuis 1033 en se heurtant au pouvoir des archevêques de Moûtiers en Tarentaise.
En 1240, le fils de Gérard d’Aigueblanche, Pierre, devient évêque d’Herford en Angleterre. Il s’était expatrié en 1236 avec Éléonore de Provence, mariée à Henri III Plantagenêt, dont il devint le conseiller. Pierre d'Aigueblanche rentre en Savoie en 1266 et meurt en 1268.
Son neveu, Pierre II de Briançon-Aigueblanche, fils d’Aymon, hérite alors du manoir d’Aigueblanche et rend hommage au comte de Savoie devenant ainsi le bras armé du comte en Tarentaise contre l’archevêché.
À cette époque, on cultive la terre jusqu'à 2 300 m et les chemins des cols sont empierrés. On communique avec la Maurienne par le col de la Madeleine et avec le Beaufortain par Naves et le col de la Louze.
Au XIVe siècle, Léonette, dernière descendante des sires de Briançon-Aigueblanche, épouse Hugues de Montmayeur faisant passer les possessions et titres des Briançon-Aigueblanche, vicomtes de Tarentaise, à la puissante famille des Montmayeur,.

#### Grand-Cœur
Au Moyen Âge, Grand-Cœur était le siège d'une seigneurie, en son centre se trouvait la maison forte de Saint-Thomas-de-Cœur. Elle nous est connue par une référence à la vigne, plantée près du logis, qui est citée au XIIIe siècle : « ante dictam domum ». La paroisse s'est appelée Saint-Thomas-de-Cœur jusqu'à l'invasion française de 1792.

### De la Renaissance auXXesiècle
En 1559, Nicolas de Montmayeur hérite du manoir et fait probablement réaménager le vieux château de l’évêque d’Herford. Fenêtres à meneaux et plafonds à caissons lui donnent alors un style moins austère. De son mariage avec Claudine de Chevron-Villette naîtra un fils, Gaspard, qui sera le dernier représentant de la lignée.
À partir de 1639, la seigneurie d’Aigueblanche fut rattachée aux possessions de Guillaume François Carron († 1677), seigneur de Saint Thomas issue de la vieille famille de Cur ou de Cors.
Le fief devient marquisat en 1680 en faveur de Charles Victor Joseph de Saint Thomas, le petit-fils de Guillaume François Carron.
À cette époque, la menace du développement des idées luthériennes depuis Genève conduit l’archevêché de Moûtiers à intensifier la construction d’édifices religieux.
Bellecombe fait sortir de terre son église en 1654 et Grand Cœur en 1674.
En 1682, c’est Villargerel qui fait reconstruire l’église Saint-Martin, selon les plans de l’architecte Nicolas Deschamps et sous l’autorité du maître maçon, Jean Meilleur. C’est la période baroque qui impose son style à cette nouvelle église, qui présente en plan quadrilobé (croix grecque), plan unique en Tarentaise. L’église Saint Martin de Villargerel est classée monument historique par arrêté du 9 juin 1943.
Aigueblanche attendra 1728 pour édifier son église.
Entre 1716 et 1784, les paysans de la vallée d’Aigueblanche achètent les droits féodaux sur l’élevage, les cultures, le bois et les vignes, détenus par l’archevêché et la noblesse. Les ruisseaux sont peu à peu équipés de roues à aubes et des moulins sont construits à Villargerel, Bellecombe et Grand Cœur.
En 1743, l’occupant du manoir d’Aigueblanche, le baron du Verger de Saint Thomas de Cors, repousse les troupes de Miquelets du comte espagnol Acquaviva. Celui-ci coince les troupes sardes du général Baron en passant par les crêtes au-dessus d’Aigueblanche. Après de violents combats, les troupes sardes se replient sur Aoste, abandonnant la vallée d’Aigueblanche au pillage par les Espagnols.
En 1972, les communes de Bellecombe, Grand-Cœur et Villargerel ont fusionné avec Aigueblanche. Georges Peizerat, longtemps suppléant de Joseph Fontanet et député durant la période ministérielle de ce dernier, en est le premier maire. La commune des Avanchers s'est jointe l'année suivante à Aigueblanche, avant de s'en séparer en 1988 sous le nom de Les Avanchers-Valmorel.

### XXesiècle: l'éboulement de la montagne

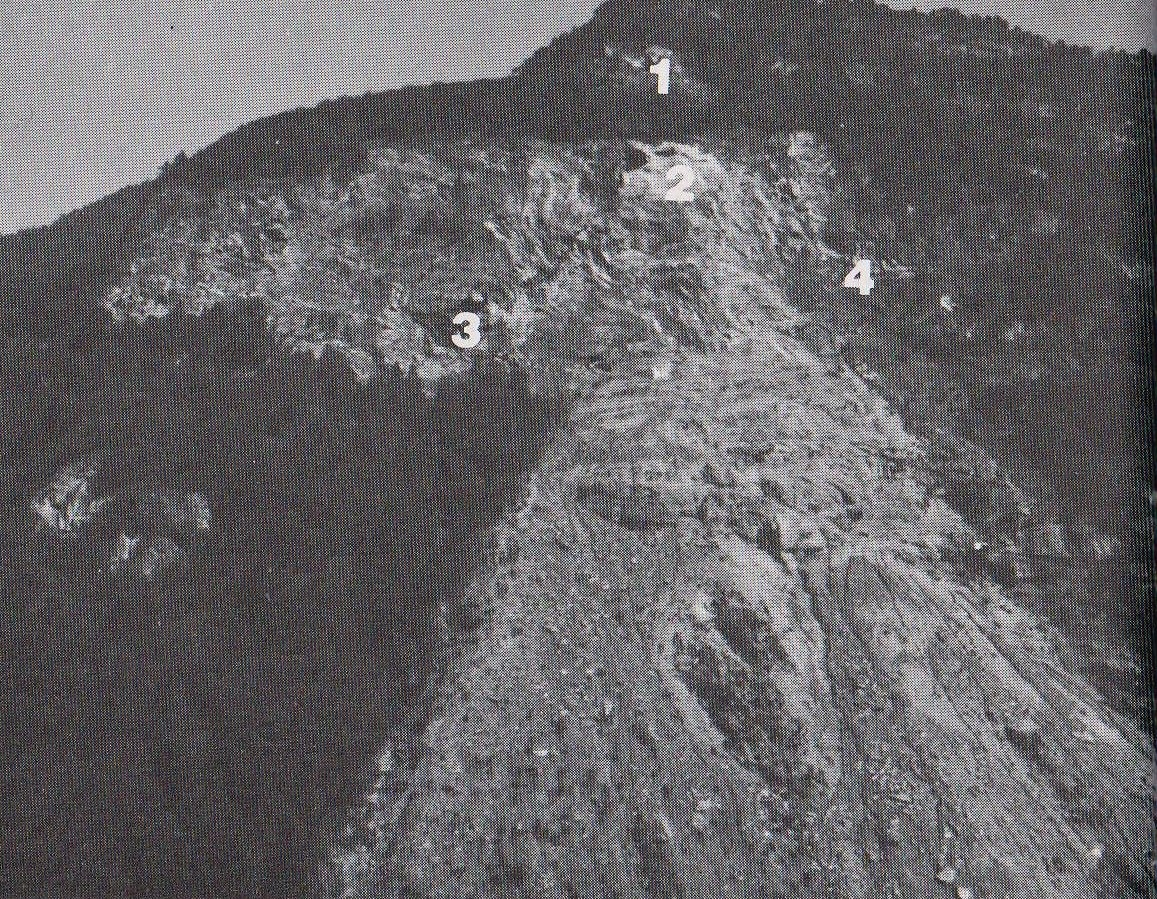
La Roche Pourrie avec les points d'éboulement point 1937 ; point 2 1977 ; les points 3 et 4 écailles dangereuses selon BRGM.

Grâce à l'aménagement de la voie rapide d'Albertville à Moûtiers, à l'occasion des Jeux olympiques d'hiver de 1992, la menace que faisait peser sur un secteur de la commune l'éboulement de la Roche Pourrie semble définitivement écartée. Ce crêt de flysch culmine à 1 312 mètres soit à 900 mètres environ au-dessus du fond de la vallée. Étaient particulièrement exposés non seulement le hameau des Moulins mais également la voie ferrée et la RN 90, artères vitales qui commandent l'accès à toute la moyenne et haute Tarentaise. Cette menace était surtout à redouter chaque printemps lors du dégel mais le souvenir s'en était perdu. C'est pourquoi la surprise a été totale lorsque s'est produit le premier éboulement à la tombée de la nuit du 6 avril 1937. La RN 90 a été défoncée à la sortie du village dans la rampe appelée montée de  la Chapelle et une maison a été éventrée de part en part. Les autorités, après étude du BRGM, ont conclu à la nécessité de purger la montagne. Dès le 10 novembre une première campagne de déminage a été entreprise et 35 volées ont été tirées jusqu'au 22 décembre.Une seconde campagne de tirs a eu lieu du 16 mars au 2 avril 1938.
Le drame s'est reproduit 40 ans plus tard, le premier mai 1977 à 20 h 45 alors que le trafic était assez chargé sur la RN90 et c'est miracle qu'on n'ait compté qu'une seule victime. La voie ferrée en tranchée avant l'entrée en tunnel a été survolée par les rochers au moment où circulait l'autorail de Lyon à Bourg-Saint-Maurice. Aucune solution n'étant apparue possible, il a fallu se limiter à des mesures de défense passive comportant un système d'alerte sophistiqué grâce à des capteurs installés dans la Roche Pourrie reliés par câble à la mairie où serait déclenchée l'alerte. Il faudra attendre encore 14 ans avant qu'ait été adoptée la solution définitive. Le trafic avait encore énormément augmenté dans l'intervalle du fait de la fréquentation  des stations de ski vers la haute Tarentaise dont plusieurs devaient être le théâtre d'épreuves olympiques. Au-dessous de la Roche Pourrie la voie rapide a été établie sur un haut remblai, avec un profond merlon interposé du côté de la montagne puis elle  s'enfonce dans un tunnel.

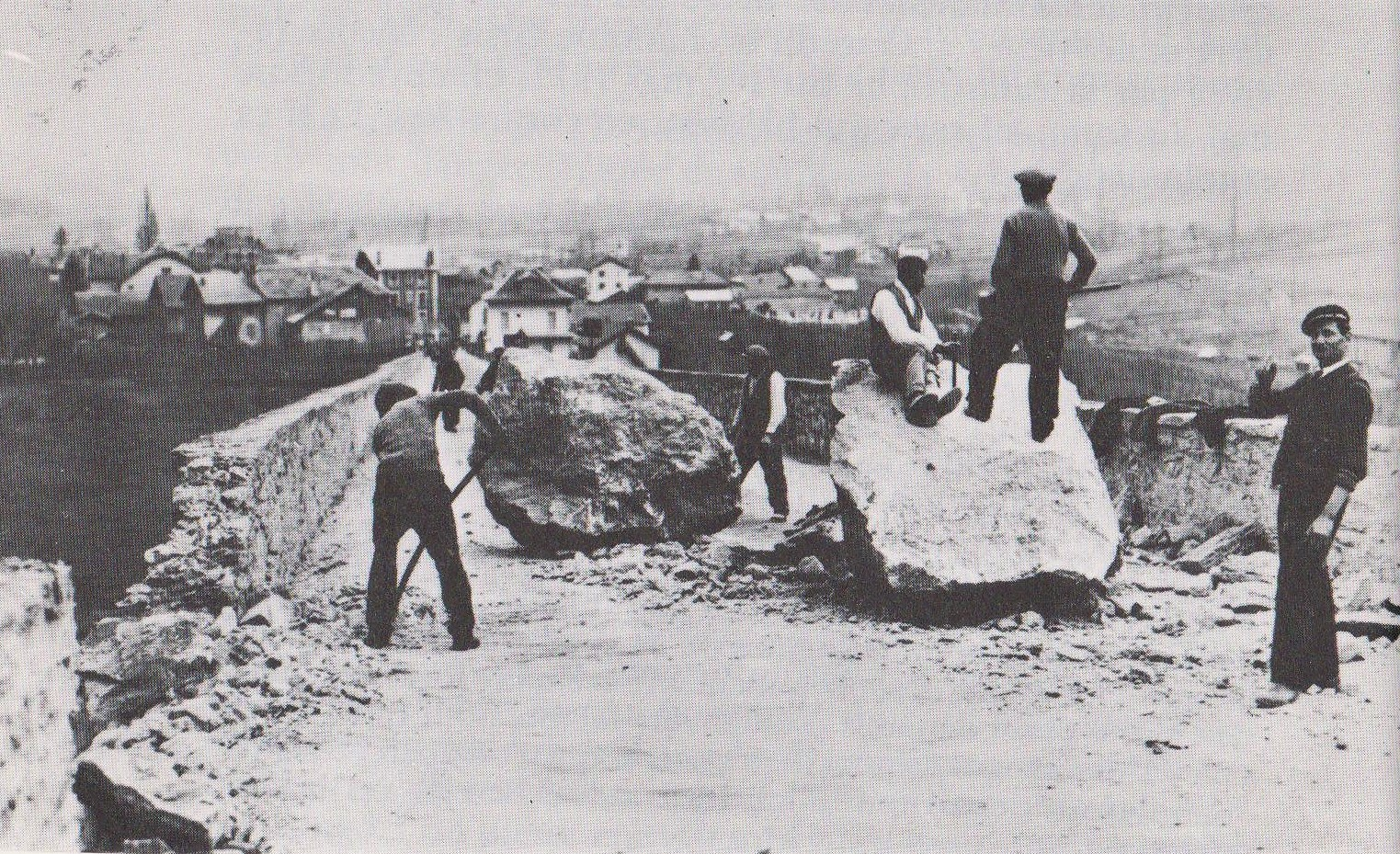
Éboulement de 1937 - RN 90 repère 1.
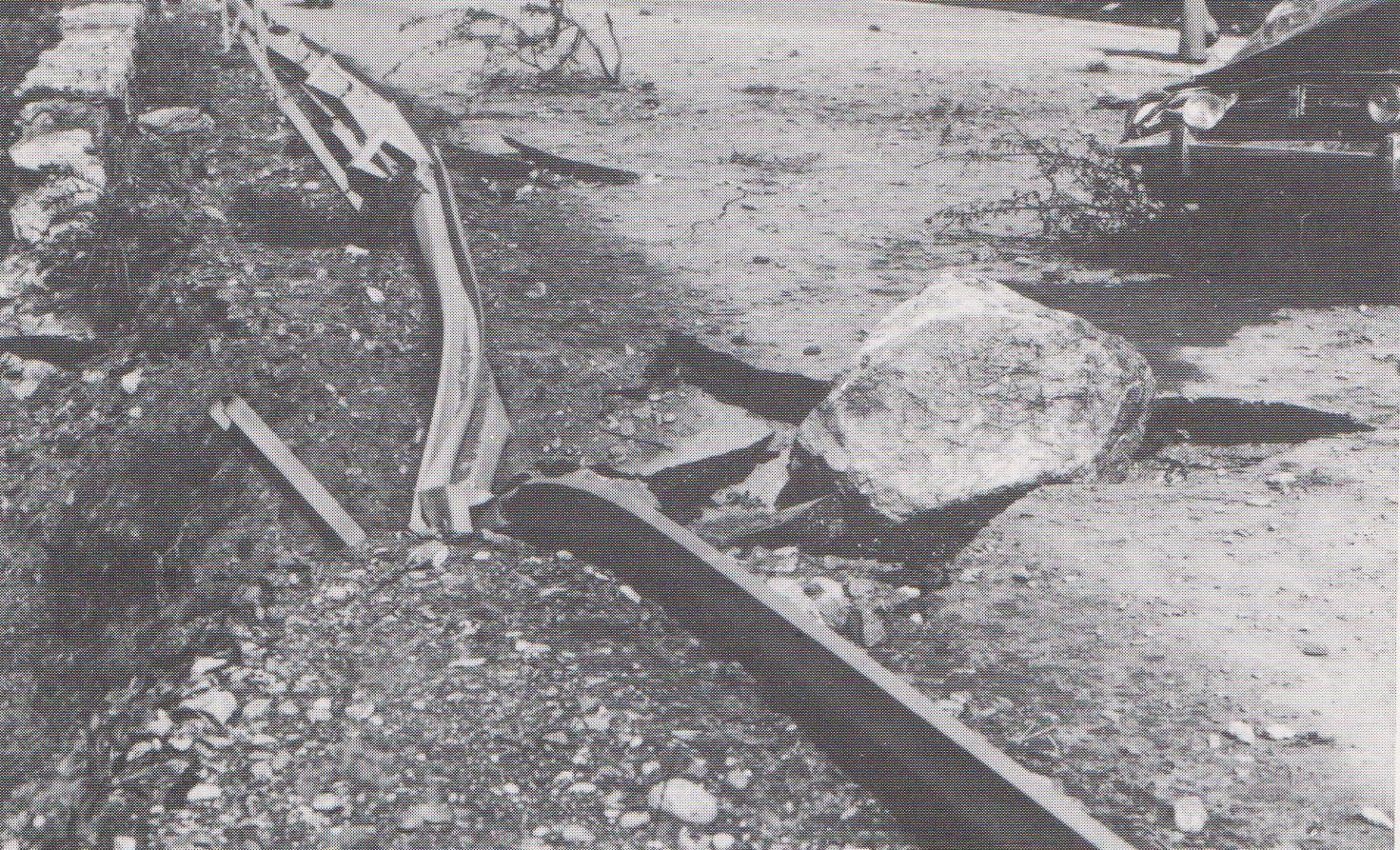
Éboulement de 1977 - RN 90 repère 2.
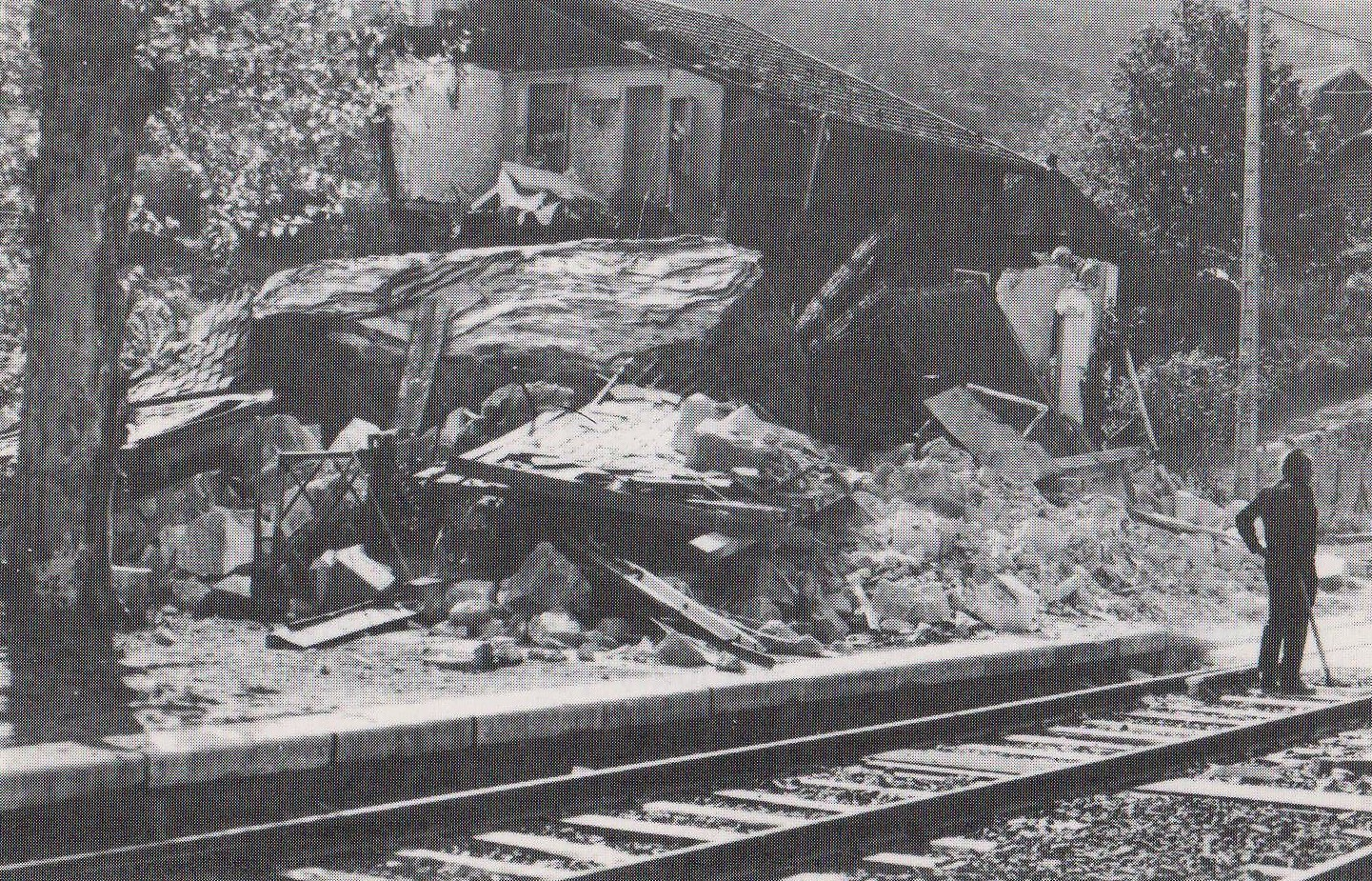
Éboulement de 1977 - Maison détruite devant la voie ferrée.

## Politique et administration

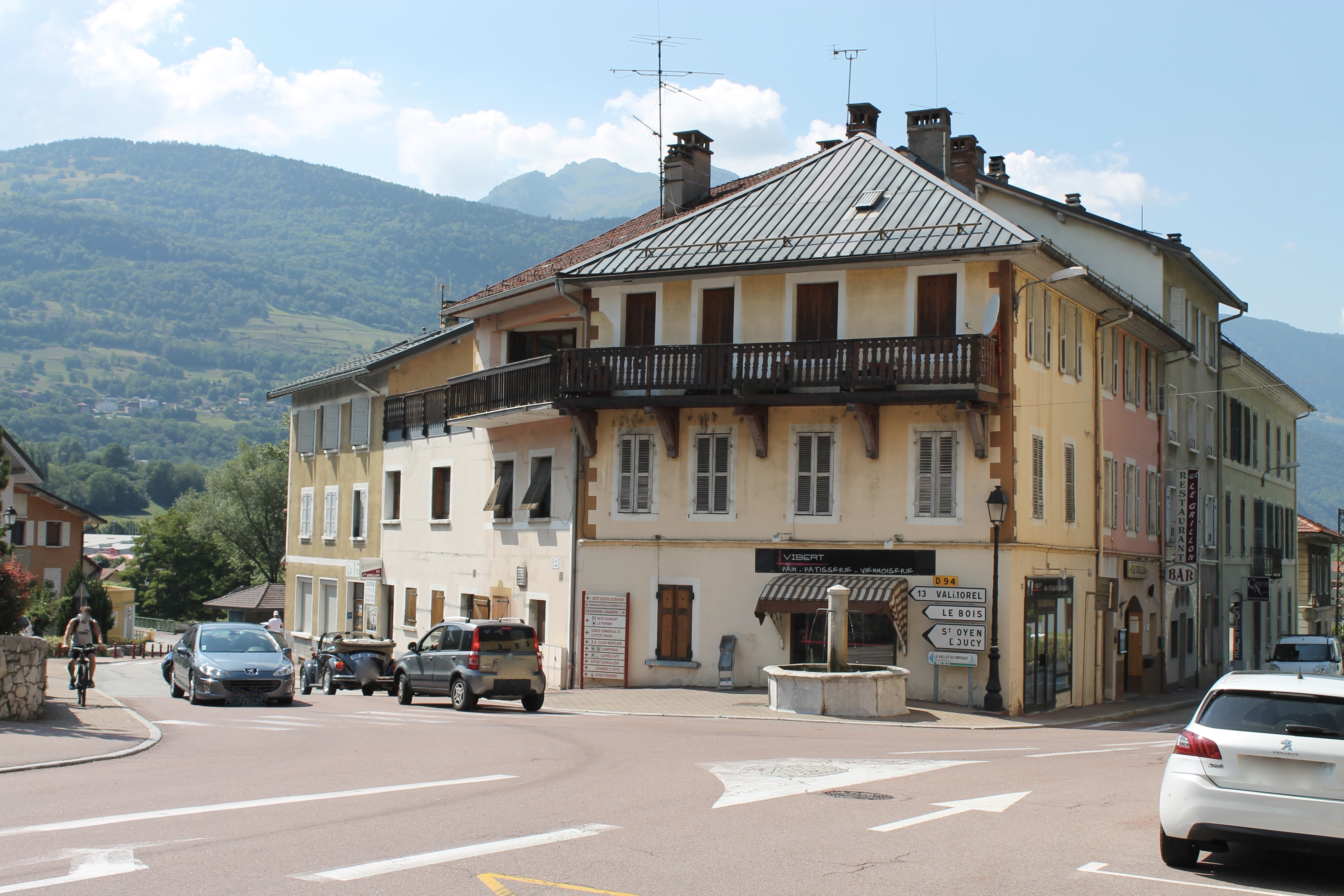
Rues et bassin du village d'Aigueblanche (été 2018).

### Histoire administrative
La commune d'Aigueblanche se compose de quatre anciennes communes. La loi de 1971 permet la création du « district du Bassin d'Aigueblanche ». Ainsi, le 9 février 1971, les villages de Bellecombe, de Grand-Cœur et de Villargerel s'unissent, brièvement rejointes par Les Avanchers.
En 1974, Aigueblanche et la commune de  La Léchère s'associent pour former le district du Bassin d’Aigueblanche. Elles ont pour objectif la création de la station de Valmorel. Cette structure est devenue en 2002 la communauté de communes des Vallées d'Aigueblanche.

### Administration municipale

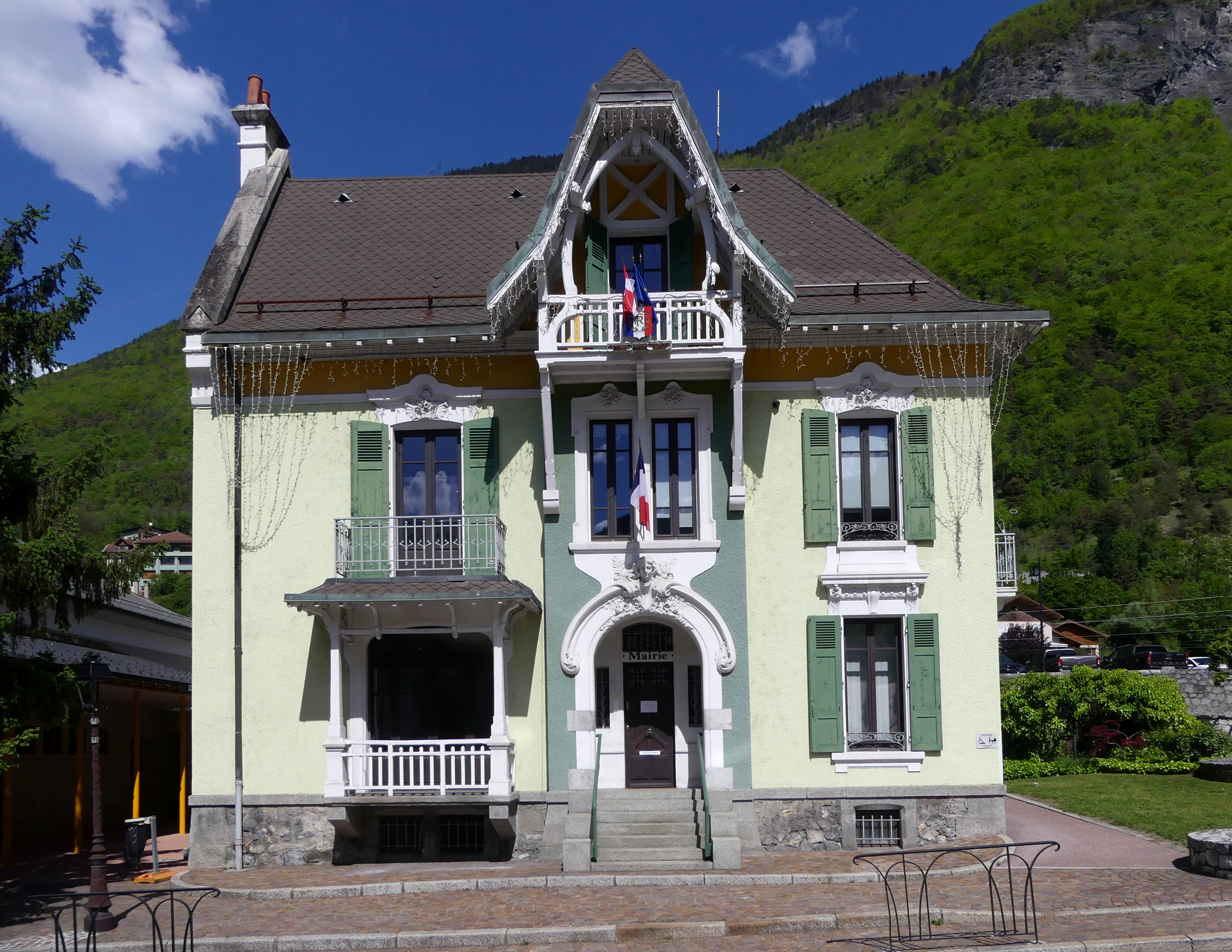
Mairie d'Aigueblanche.

Le conseil municipal est composé de 23 membres : le maire, 4 adjoints au maire, 3 adjoints spéciaux et 15 conseillers municipaux.
Ces élus sont tous issus des différentes listes présentés aux électeurs inscrits dans les anciennes communes rattachées en 1971. Chacune de ces communes annexées dispose d'une mairie annexe et d'un adjoint spécial.
La composition du conseil municipal est répartie ainsi : Bellecombe 9 sièges, Aigueblanche 8 sièges, Grand-Cœur 4 sièges et Villargerel 2 sièges.

### Tendances politiques et résultats
La commune d'Aigueblanche a été dominée, ces dernières décennies, par ces deux fortes personnalités que sont le centriste Georges Peizerat et le socialiste Maurice Blanc. Tous deux ont été à la fois maire d'Aigueblanche et député de la 2e circonscription de la Savoie (territoire couvrant le bassin albertvillois, le Beaufortain, la Tarentaise et le Val-d'Arly).
Georges Peizerat fut maire de 1971 jusqu'à sa mort, survenue le 22 septembre 1975. Parallèlement, il fut député entre 1969 et 1974 après avoir été suppléant de Joseph Fontanet, ministre successivement du travail, de l'emploi et de la population puis de l'Éducation nationale.
Maurice Blanc fut premier magistrat de 1977 à 2001 et député de 1974 à 1978. Élu lors de l'élection législative partielle contre Fontanet, il sera battu par Michel Barnier dès le premier tour.

### Liste des maires
| Période                                  | Période          | Identité         | Étiquette      | Qualité                                |
| ---------------------------------------- | ---------------- | ---------------- | -------------- | -------------------------------------- |
| Les données manquantes sont à compléter. |                  |                  |                |                                        |
| 1958                                     | mars 1971        | Henri Raffort    |                |                                        |
| mars 1971                                | septembre 1975   | Georges Peizerat | PDM            | Ingénieur, député                      |
| septembre 1975                           | mars 1977        | Henri Raffort    |                |                                        |
| mars 1977                                | mars 2001        | Maurice Blanc    | PS             | Instituteur, ancien député             |
| mars 2001                                | 31 décembre 2018 | André Pointet    | SE-DVG puis LR | Président de la Communauté de communes |

### Jumelages
Villeneuve (Italie).
Au début des années 1990, l’idée de jumelage a été envisagée par la ville d’Aigueblanche avec la commune de Villeneuve qui se situe en vallée d’Aoste, à une altitude de 640 mètres.
À la suite de cela, une préparation a lieu en juin 1992, lors de laquelle se sont déroulées des rencontres amicales et musicales, un match de football, des échanges de cadeaux.
Le 20 juin 1993, le syndic de Villeneuve et le maire d'Aigueblanche (Maurice Blanc), signent la convention de jumelage qui unit les deux communes.
Ce jumelage a permis à différents publics (étudiants, personnes âgées, chefs d’entreprise, professionnels…) de se rencontrer, d’échanger, de découvrir une culture ainsi que pratiquer une autre langue.
Depuis, de nombreux échanges se font notamment dans le milieu scolaire, mais aussi associatifs : chorales, pompiers, sportifs, troisième âge.

## Démographie
L'évolution du nombre d'habitants est connue à travers les recensements de la population effectués dans la commune depuis 1793. Pour les communes de moins de 10 000 habitants, une enquête de recensement portant sur toute la population est réalisée tous les cinq ans, les populations de référence des années intermédiaires étant quant à elles estimées par interpolation ou extrapolation. Pour la commune, le premier recensement exhaustif entrant dans le cadre du nouveau dispositif a été réalisé en 2007.

En 2016, la commune comptait 3 195 habitants, en évolution de +2,5 % par rapport à 2010 (Savoie : +3,63 %, France hors Mayotte : +2,11 %).
| 1793 | 1800 | 1806 | 1822 | 1838 | 1848 | 1858 | 1861 | 1866 |
| ---- | ---- | ---- | ---- | ---- | ---- | ---- | ---- | ---- |
| 254  | 244  | 363  | 415  | 459  | 459  | 459  | 453  | 496  |

| 1872 | 1876 | 1881 | 1886 | 1891 | 1896 | 1901 | 1906 | 1911 |
| ---- | ---- | ---- | ---- | ---- | ---- | ---- | ---- | ---- |
| 478  | 440  | 431  | 486  | 909  | 448  | 459  | 462  | 451  |

| 1921 | 1926 | 1931 | 1936 | 1946 | 1954 | 1962 | 1968 | 1975  |
| ---- | ---- | ---- | ---- | ---- | ---- | ---- | ---- | ----- |
| 413  | 461  | 618  | 599  | 585  | 711  | 771  | 973  | 3 121 |

| 1982  | 1990  | 1999  | 2006  | 2007  | 2012  | 2016  | - | - |
| ----- | ----- | ----- | ----- | ----- | ----- | ----- | - | - |
| 3 093 | 2 665 | 2 664 | 2 926 | 2 963 | 3 094 | 3 195 | - | - |

NB : les chiffres postérieurs à 1971 tiennent compte du regroupement de communes et ne sont pas comparables à ceux des années antérieures.

## Économie

### Tourisme
En 2014, la capacité d'accueil de la commune, estimée par l'organisme Savoie Mont Blanc, est de 1 811 lits touristiques répartis dans 334 structures. Les hébergements se répartissent comme suit : 155 meublés ; un hôtel ; 4 structures d'hôtellerie de plein air et un refuge ou gîte d'étape.
Aigueblanche bénéficie également de la proximité de deux stations de ski : Nâves et Valmorel à 13 km et de trois stations thermales : Brides-les-Bains, Salins-les-Thermes et  La Léchère. La commune possède aussi une base de loisirs : un terrain de foot, une piscine, un golf, des terrains de tennis et quelques sentiers pour les balades et la randonnée, notamment le sentier de la Cascade du Morel.

## Culture locale et patrimoine

### Lieux et monuments
- La cascade du Morel.

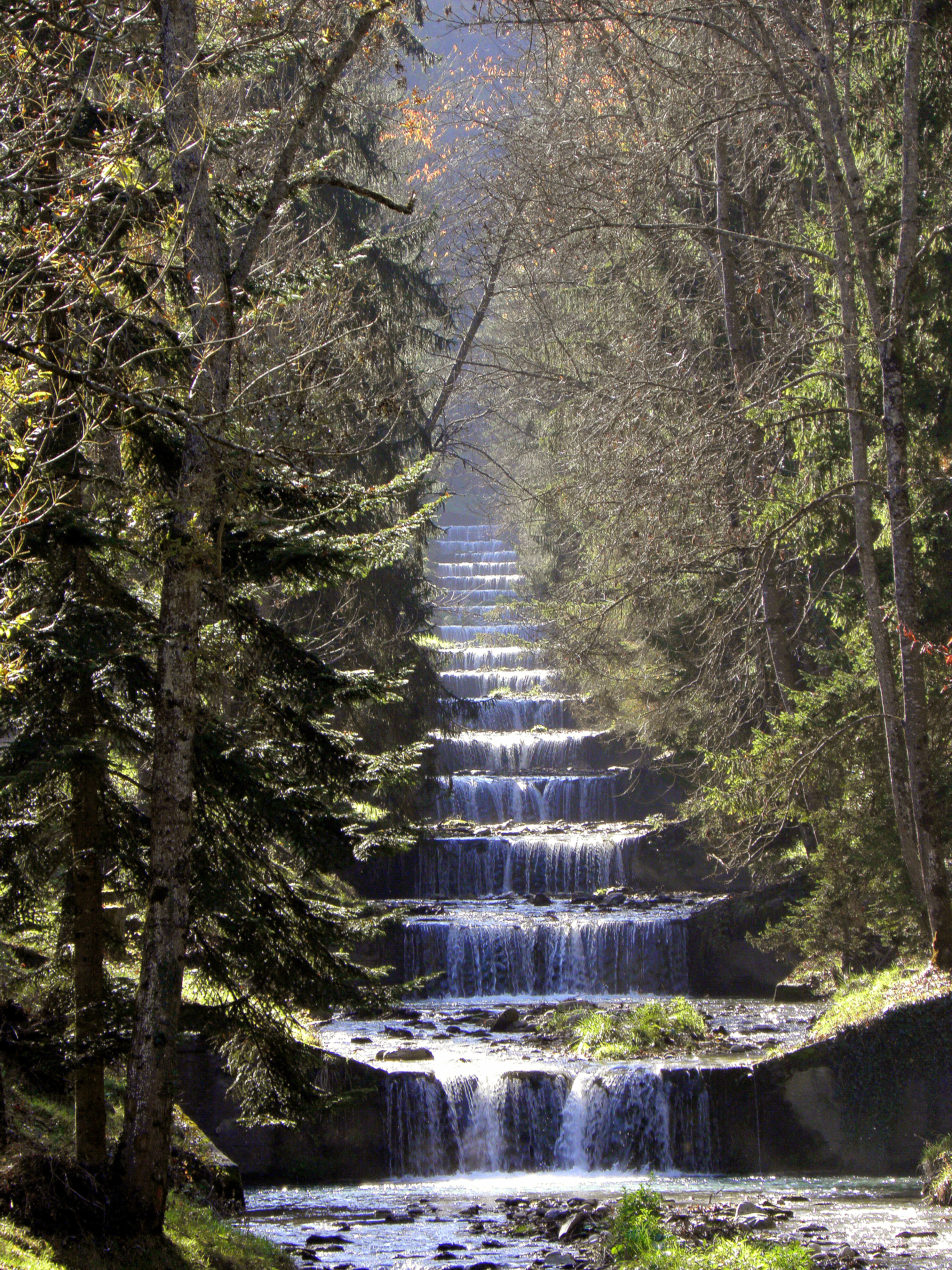
Le Morel aménagé.

- Le Vieux village (vestiges de l'entrée du village).
- Le moulin à huile (XVIIe siècle).

#### Patrimoine médiéval

Édifices médiévaux
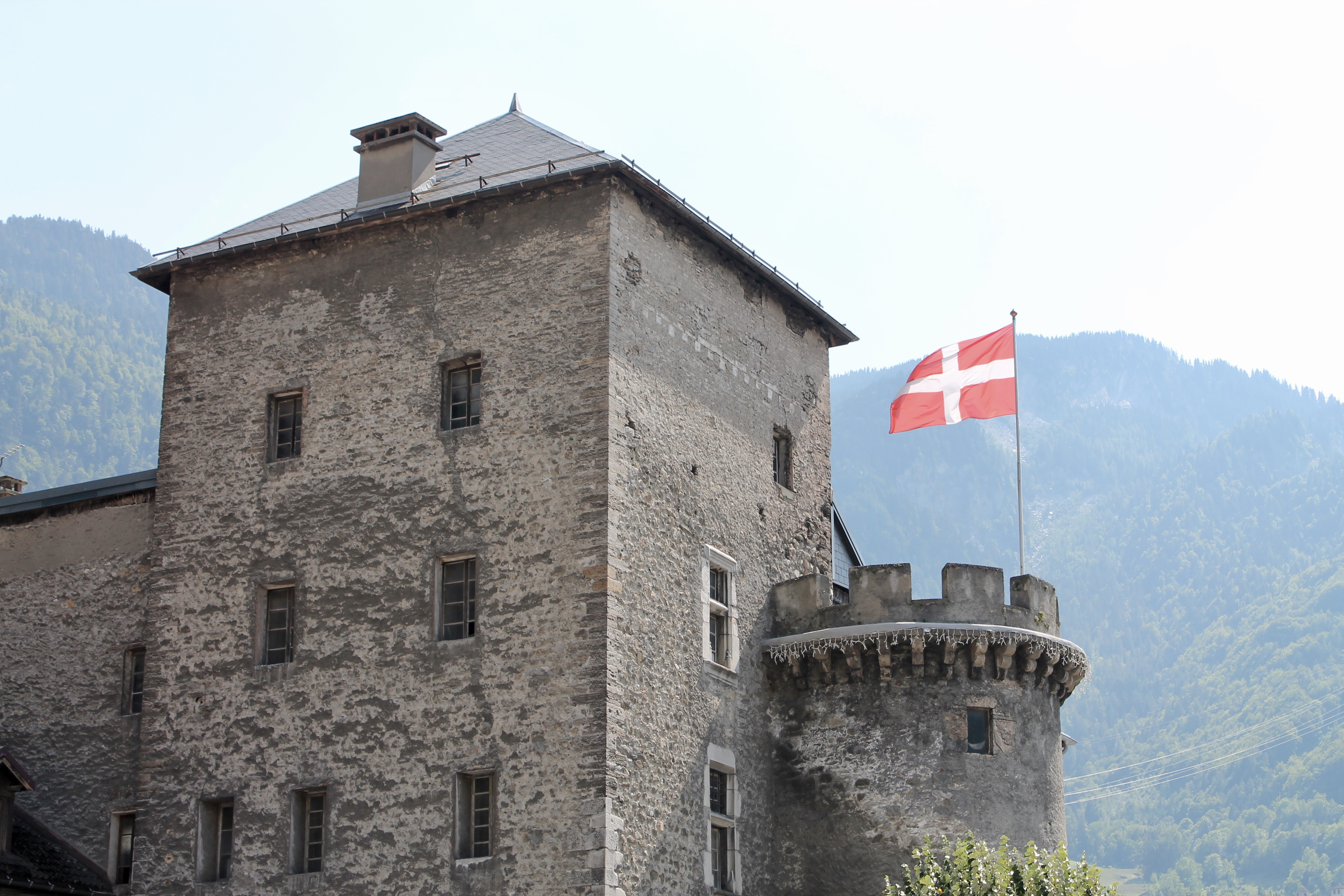
Manoir d'Aigueblanche.
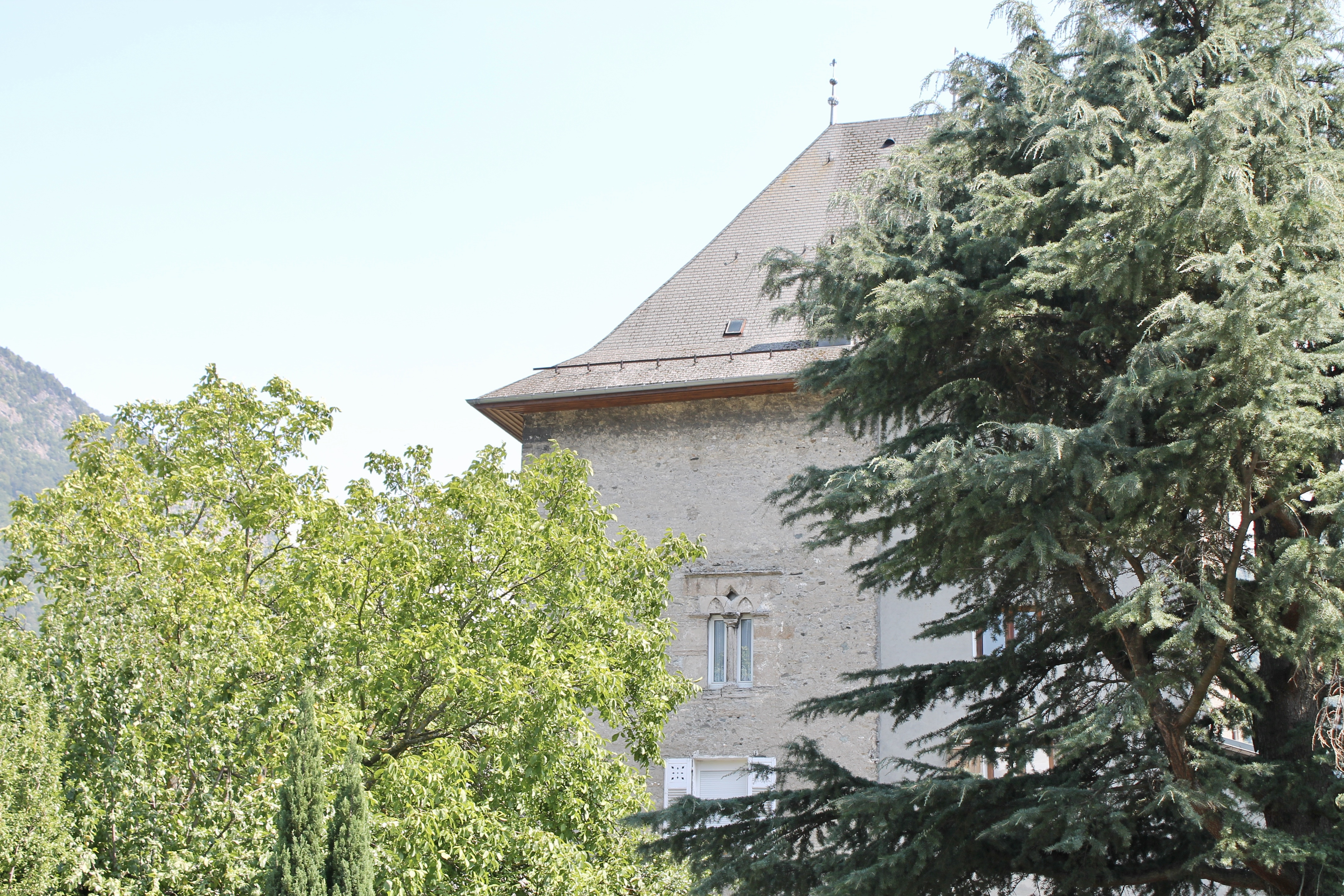
maison forte de Bellecombe.
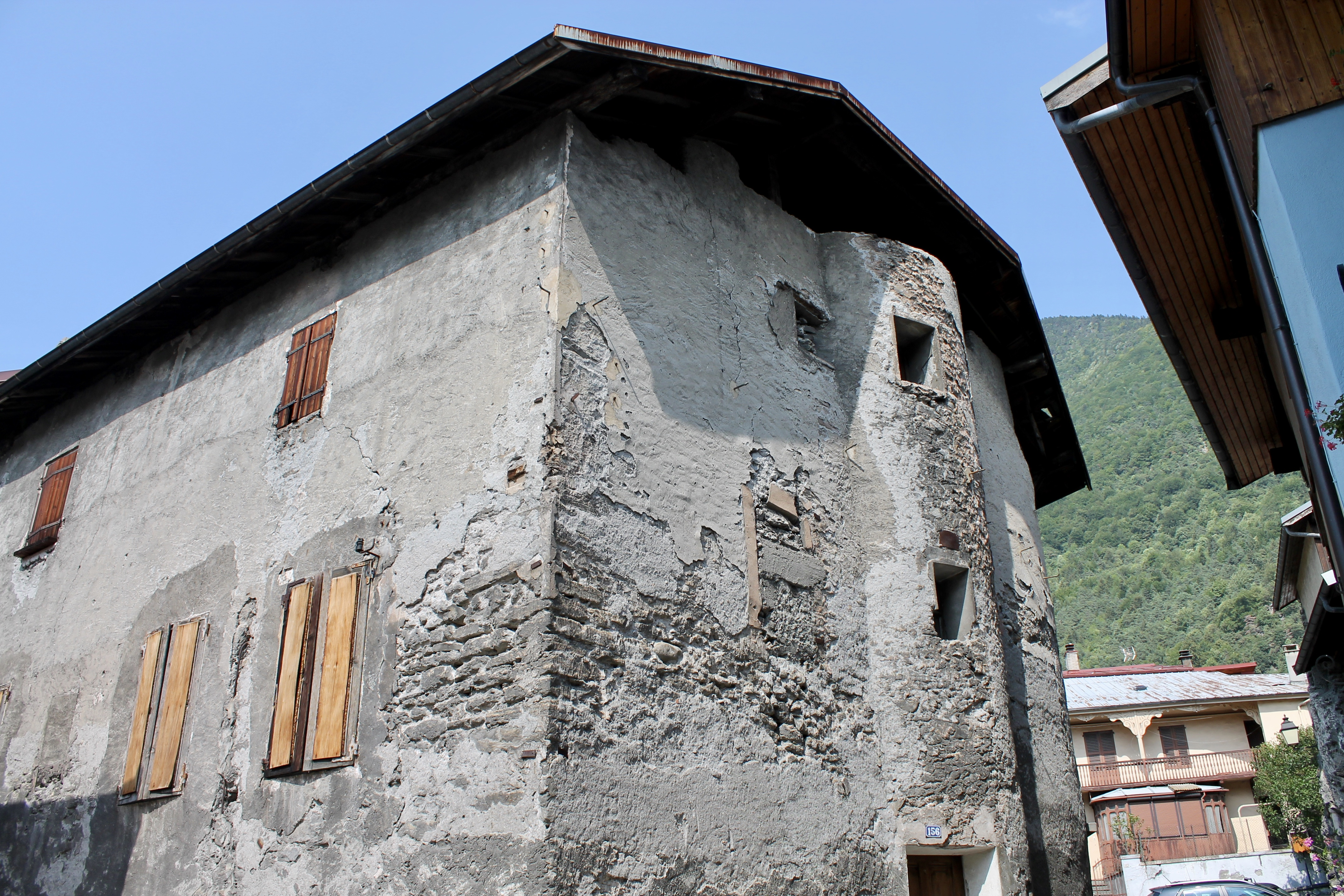
Immeubles d'Aigueblanche.
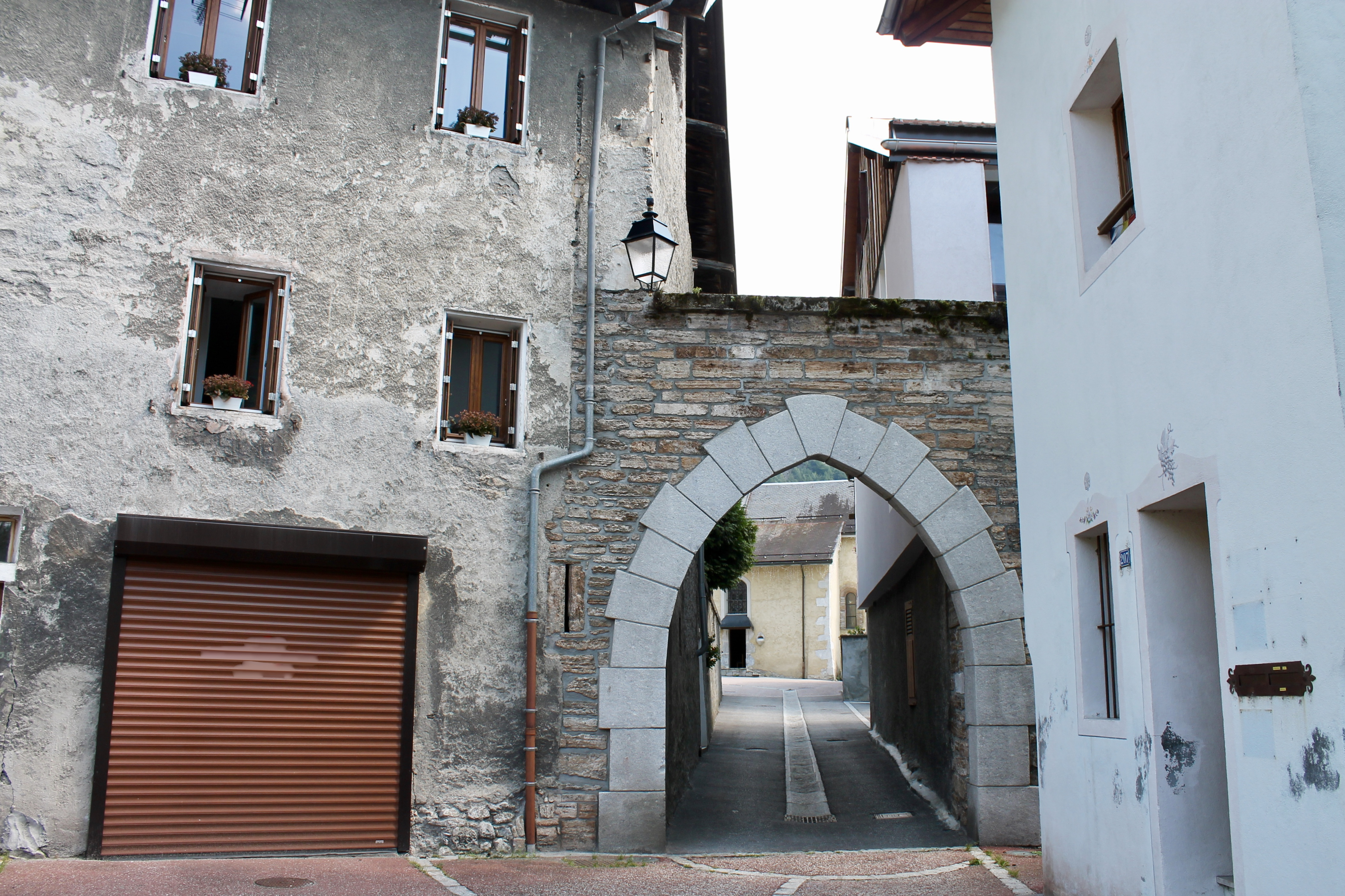
La dernière des trois portes à arc brisé de l'enceinte.
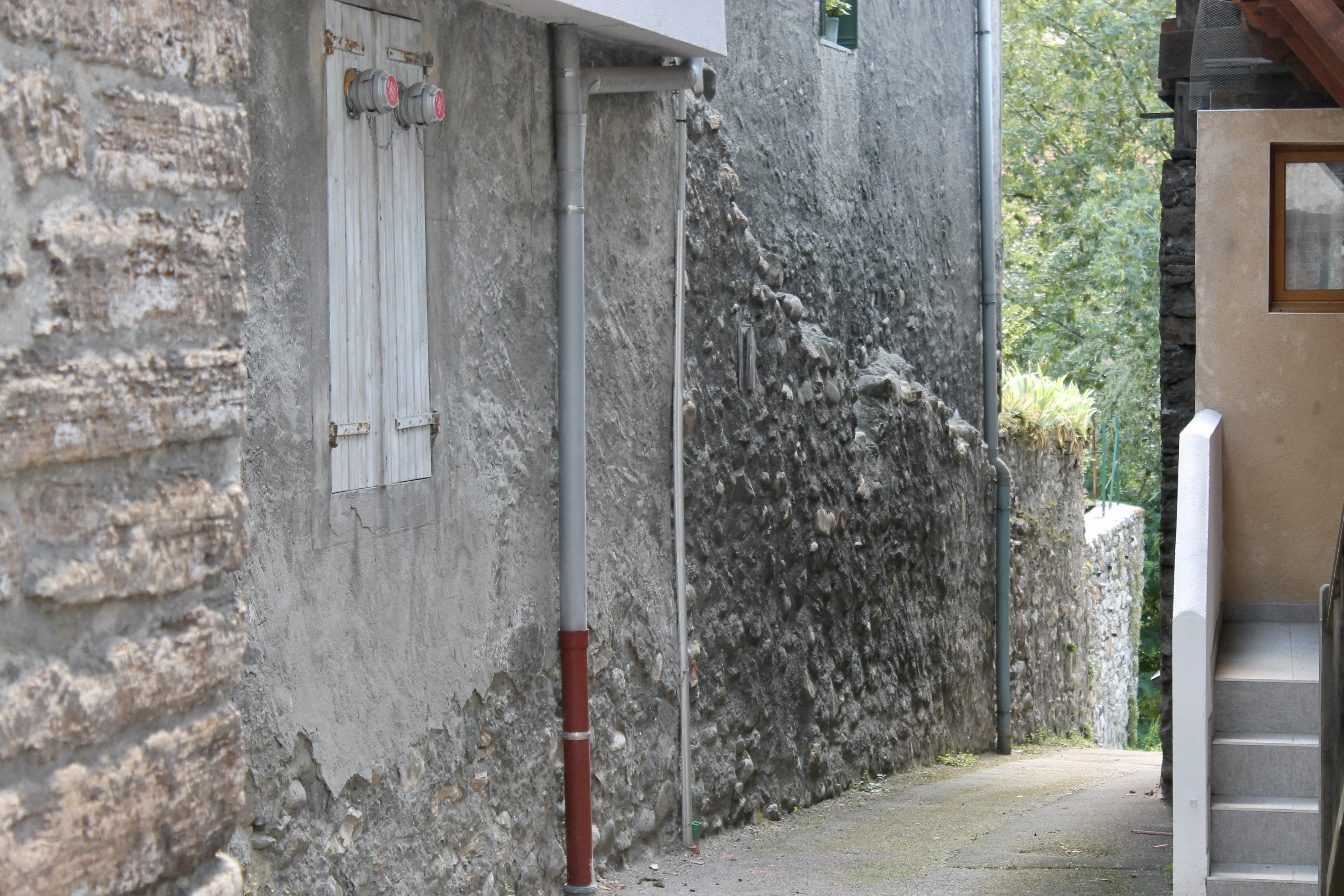
Rue suivant l'ancien tracé de l'enceinte médiévale.

- Le manoir d'Aigueblanche, ancienne maison forte, de la fin du XIIIe siècle, qui se dresse au centre du bourg. La maison forte fut le centre de la seigneurie d'Aigueblanche, érigée en marquisat en 1680.
- La maison forte de Bellecombe, située dans la plaine, rive droite de l'Isère, à l'entrée du bourg de Bellecombe-Tarentaise en venant de Moûtiers, la tour de Bellecombe, centre de la seigneurie de Bellecombe, est une ancienne maison forte de la fin du XIIIe siècle ou du début du XIVe siècle.

#### Patrimoine religieux

Églises et chapelles
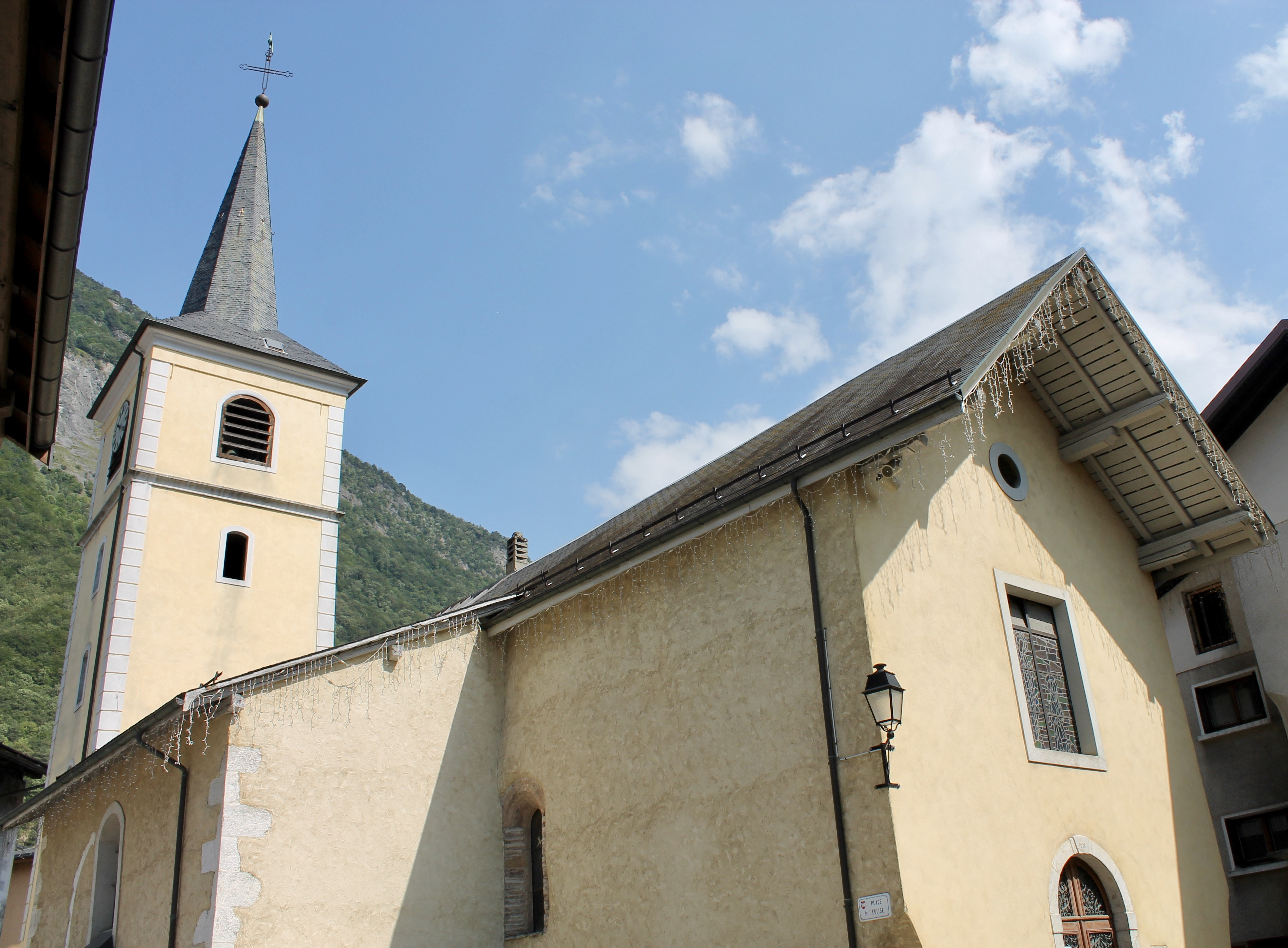
Profil et clocher de l'église Saint-Jean-Baptiste d'Aigueblanche
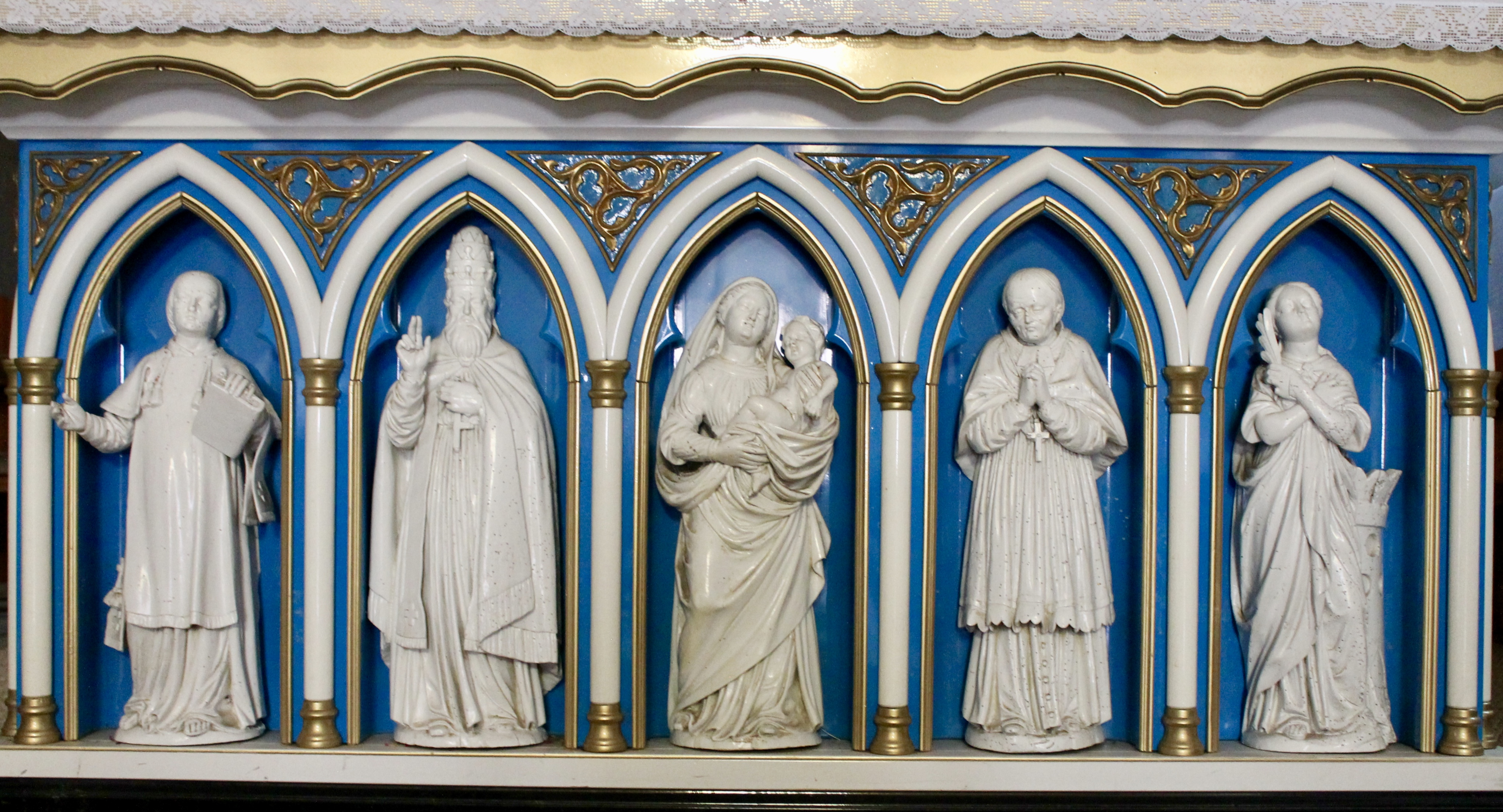
Bas-relief de l'autel de l'église Saint-Jean-Baptiste d'Aigueblanche.
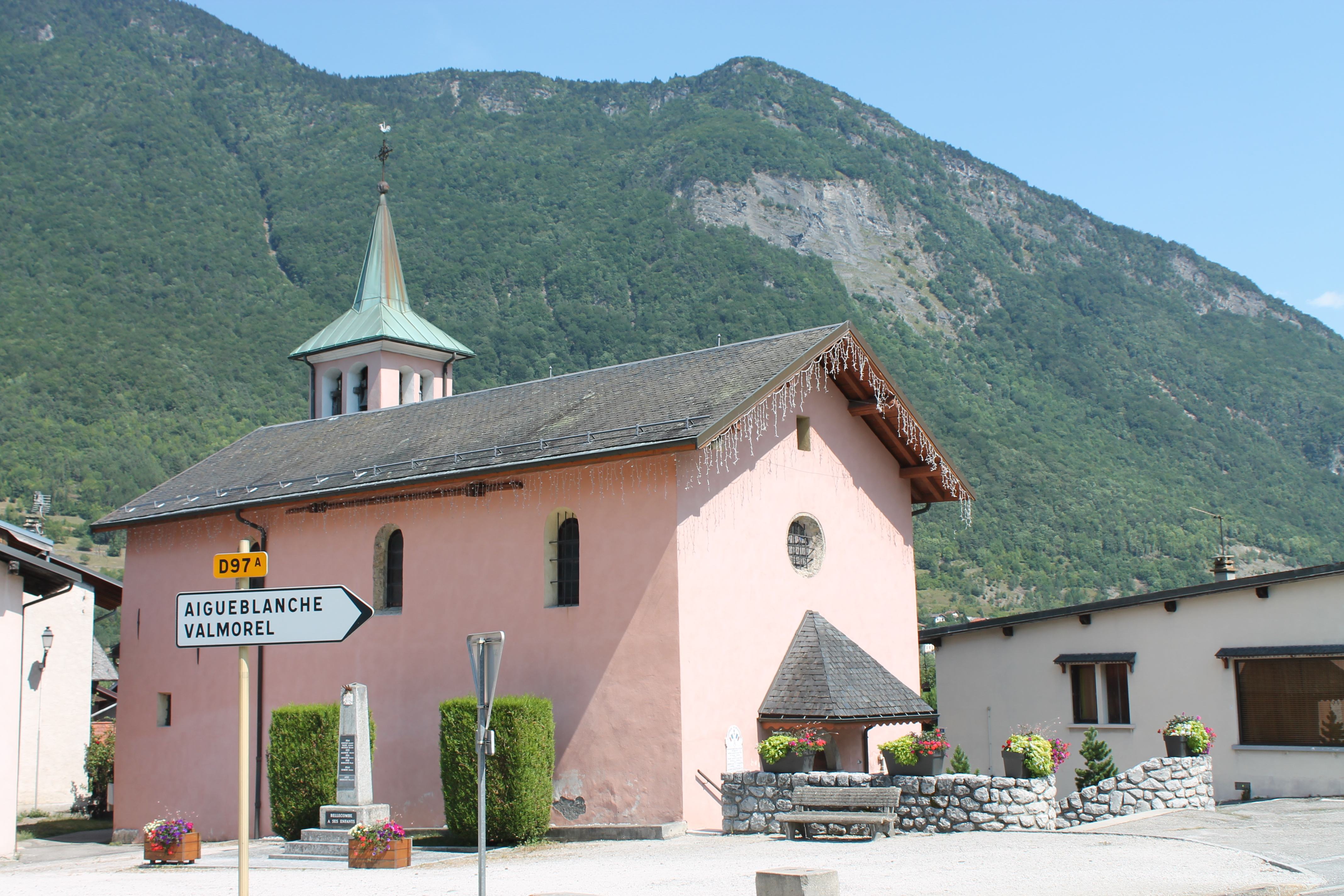
Église Saint-Marcel et monument aux Morts de Bellecombe.
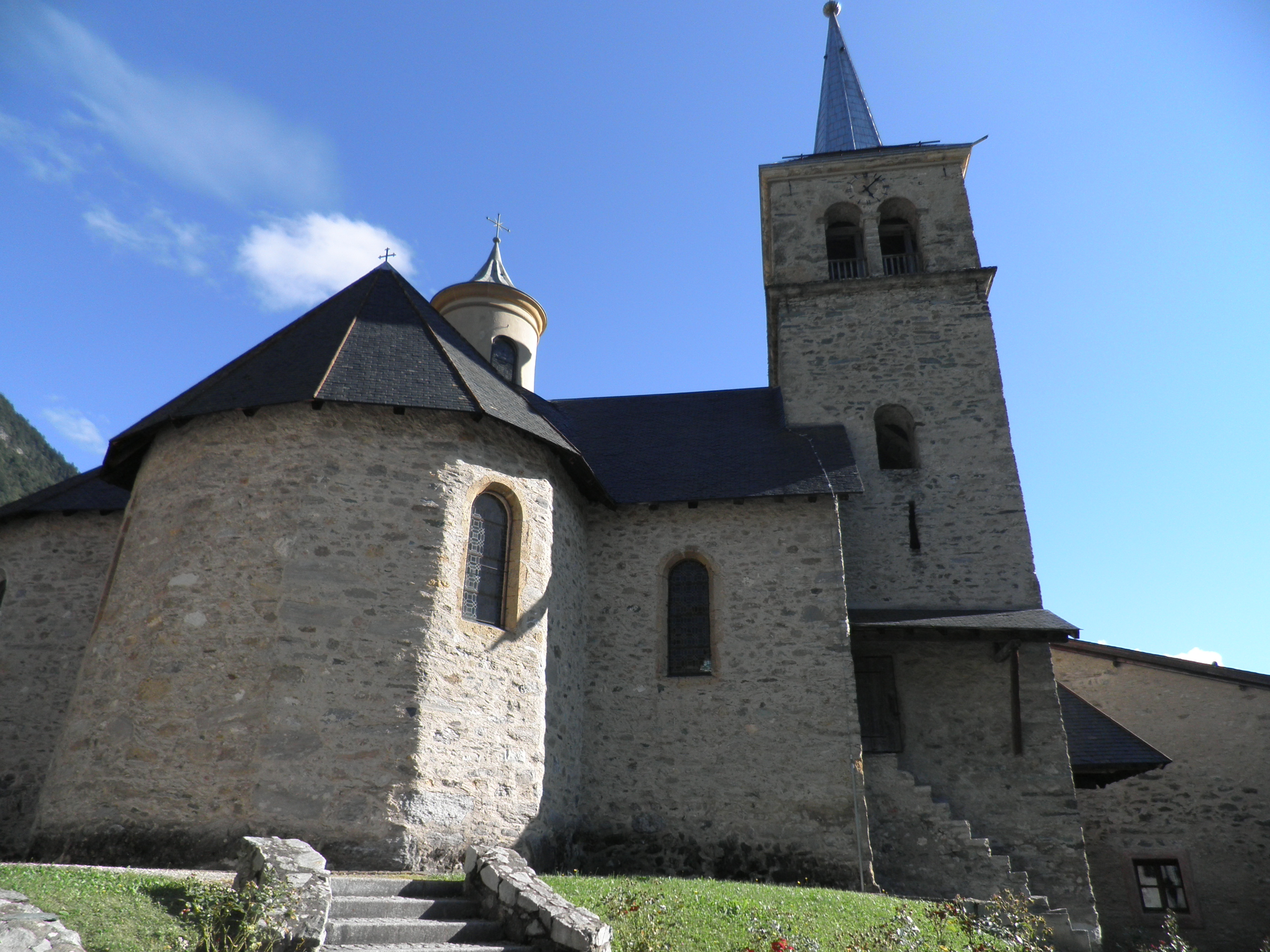
Église Saint-Martin de Villargerel.

- L'église paroissiale dédiée à saint Jean-Baptiste, consacrée en 1725, restaurée au cours du XIXe siècle[35].
- L'église paroissiale dédiée à saint Thomas de Grand-Cœur, consacrée en 1556[36]. Elle possède une chapelle dédiée à Notre-Dame-du-Puit, fondée en 1363 par Anserme de Puteo[37].
- L'église Saint-Martin de Villargerel
  - cette église  Classée MH (1943) a été conçue par l’architecte Nicolas Deschamp et réalisée par un maitre maçon, Jean Meilleur entre 1682 et 1685. C’est une église baroque. Elle est la seule église de Tarentaise qui possède un plan centré, en croix grecque, un plan central articulé autour d’une coupole suspendue éclairée par un lanterneau, de trois absides polygonales et d'un rocher porche. À l’intérieur, se trouve un décor de peintures murales dont deux retables en trompe-l’œil du XVIIe siècle. Le retable majeur a été sculpté par Jacques Clérant, un ébéniste de Chambéry, en 1707[38].
  - Construite par le maître maçon Jean Meilleur et Mr Digard charpentier, sur les plans de l’architecte Nicolas Dechamps. Sur l’ordre de l’archevêque François Amédée Millet. Elle est divisée en voutes décorées de médaillons peints représentant les apôtres. Il ne reste maintenant en peinture dans l'eglise que st Luc et le Taureau car les autres non pas pu être restauré[39].

- L'église Saint-Marcel de Bellecombe (modifiée au XVIIe siècle).

### Aigueblanche dans les arts
Le village de Grand-Cœur est cité dans le poème d’Aragon, Le Conscrit des cent villages, écrit comme acte de Résistance intellectuelle de manière clandestine au printemps 1943, pendant la Seconde Guerre mondiale.

### Personnalités liées à la commune
- Famille de Briançon et sa branche cadette les Aigueblanche-Briançon, dont le comte Amédée de Foras dans son Armorial et nobiliaire de l'ancien duché de Savoie renvoie vers les Montmayeur[41].
- Pierre d'Aigueblanche († le 27 novembre 1268) est un évêque médiéval de Hereford.
- Albert Pel (1849-1924) : né à Grand-Coeur, tueur en série et criminel surnommé « l'horloger de Montreuil », souvent comparé à Landru. Condamné aux travaux forcés à perpétuité, il meurt au bagne de Nouvelle-Calédonie.
- Adrien Ouvrier (Aigueblanche, 4 mars 1890 – Saint-Tropez, 17 août 1947 (à 57 ans)), artiste peintre. Il est étudiant à l'École nationale des Beaux-Arts de Paris lorsqu’il est mobilisé sur le front du Nord et de l’Est de la France, pendant le premier conflit mondial[42].
- Louis Chabert (1930), agrégé de géographie. Enseignant à Lyon, il termine sa carrière à l'Université Lyon-II[43]. Spécialiste des Alpes.
- Auguste Tornier (Le Bois 1900 - Moûtiers 1942), compagnon charpentier-menuisier, père de la résistance tarine, blessé mortellement par la police française de Vichy le 11 novembre 1942 et décédé 5 jours plus tard à l'hôpital de Moûtiers. Il fut décoré de la Médaille militaire, de la Médaille de la résistance française et de la Croix de guerre avec palme à titre posthume le 6 novembre 1962. Une plaque commémorative est présente sur la place de la Liberté[44].
- Joseph-Louis Sanguet (8 juillet 1848 - 27 juillet 1921), natif, un ingénieur géomètre topographe, créateur de nombreux instruments de précision.

### Héraldique
|  | Les armes d'Aigueblanche se blasonnent ainsi : De gueules à l'aigle d'argent ou De gueules à l'aigle blanche. Celles-ci correspondent à celles de la famille de Briançon, vicomte de Tarentaise, reprise par la branche cadette des Aigueblanche. Le drapeau semble pris par les archevêques de Moûtiers-Tarentaise. Ces armes représentent aujourd'hui la province de Tarentaise. |